# Wacholder

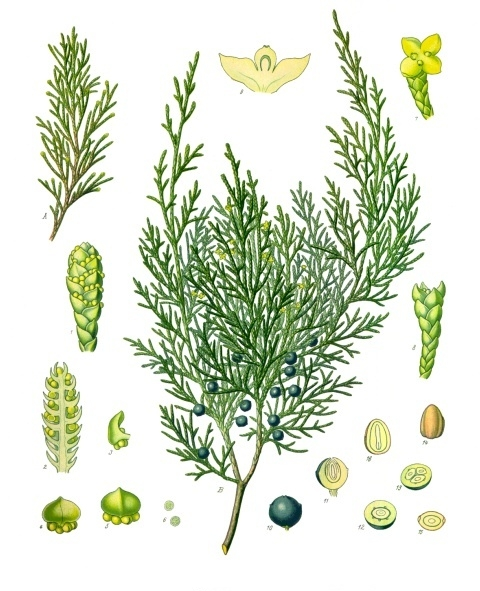
Illustration aus Köhler's Medizinalpflanzen des Sadebaumes (Juniperus sabina)

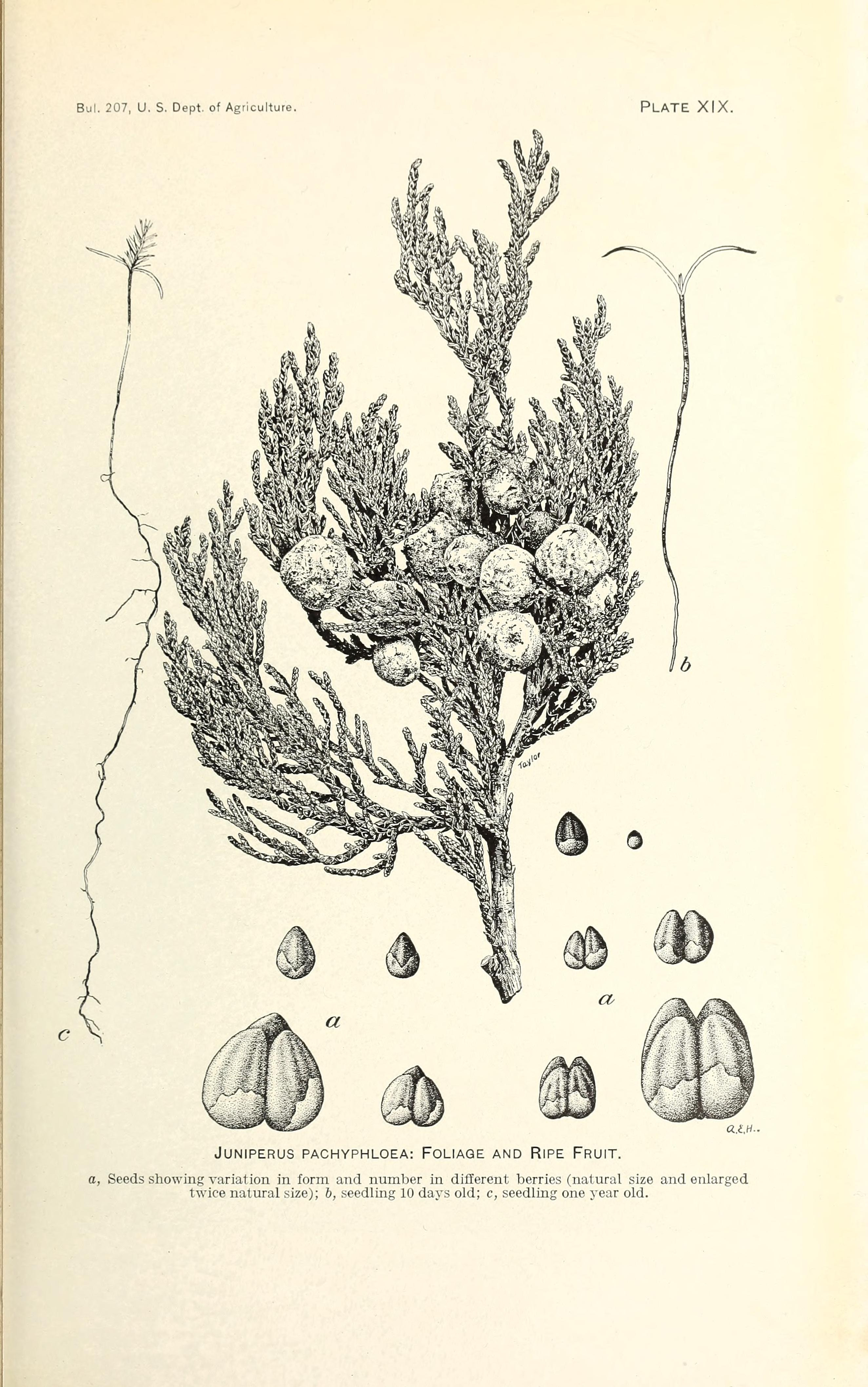
Illustration aus The cypress and juniper trees of the Rocky Mountain region, 1915 des Alligator-Wacholder (Juniperus deppeana)

Die Wacholder (Juniperus) sind eine Pflanzengattung in der Unterfamilie Cupressoideae innerhalb der Familie der Zypressengewächse (Cupressaceae). Mit den etwa 50 bis 70 Arten, die dieser Gattung zugerechnet werden, stellen sie fast 40 Prozent der Arten innerhalb der Zypressengewächse. In Mitteleuropa kommen in freier Natur nur zwei Arten vor: der Gemeine Wacholder und der Sadebaum.

## Name
Der deutsche Name Wacholder (von althochdeutsch wechalter, mittelhochdeutsch wëcholtër) hat verschiedene etymologische Deutungen erfahren. Sicher ist, dass der Teil „-der“ der Reflex der indogermanischen Baumbezeichnung ist, wie sie in Holunder, Affolter (Apfelbaum), Flieder, Heister und anderen vorkommt. Unsicher ist der erste Teil. Hier wird entweder ein Zusammenhang mit wachsen angenommen, unter Verweis auf den immergrünen Baum, oder mit wickeln, nach einer (wahrscheinlich vom früheren hebräischen Namen abgeleiteten) Verwendung zum Binden bzw. für rituell genutzte Wacholdersträuße. Weiter zurück reicht die Form queckolder, in der der Baum als der Lebenskräftige (zu queck) gefasst wird, schon ahd. belegt. Die hin und wieder anzutreffende Deutung als Wach-Halter ist hingegen wohl eine Volksetymologie.
Im Niederdeutschen wird der Wacholder auch als Machandelbaum bezeichnet. Daraus hat sich dann als Nebenform die Bezeichnung Machangelstrauch (oder nur Machangel) entwickelt. Diese Bezeichnung ist vor allen Dingen in Grimms Märchen und einigen Gedichten anzutreffen. Der Begriff Machangel findet sich mehrfach in der Erzählung „Der Wehrwolf“ von Hermann Löns.
Der botanische Name ist ebenfalls nicht sicher gedeutet. Favorisiert wird die Lesart als lateinisch *iūni-perus aus älterem *iuveni-paros in der Bedeutung „(zu) früh gebärend, abortierend“ nach der Verwendung von Juniperus sabina. Der altgriechische Name ἄρκευθος (arkeuthos) erscheint in der Historia plantarum.
Der heute nur selten vorkommende Name Juniper, welcher als Vor- und Nachname existiert, leitet sich von Juniperus ab.
In Deutschland finden sich in althochdeutschen Glossen vorwiegend ab dem 10. Jahrhundert aus den von Spohra/Spurcha entwickelten Namensformen der Begriff „Spurk“ für Wacholder.
Unter anderem in Österreich und Teilen Bayerns ist der Wacholder unter der Bezeichnung Kranewitt bekannt, das über mhd. kranewite auf ahd. kranawitu, chranawita, welches Kranichholz bedeutet, zurückgeht. Den gleichen Ursprung besitzt das gleichbedeutende Krammet. Von der Bezeichnung Kranewitt leiten sich die Familiennamen Kranewitter, Kranebitter, Kronawitter, Kranevitter und Granovetter ab.
Der Wacholderschnaps ist demgemäß in Österreich unter Kranewitter bekannt.

## Beschreibung

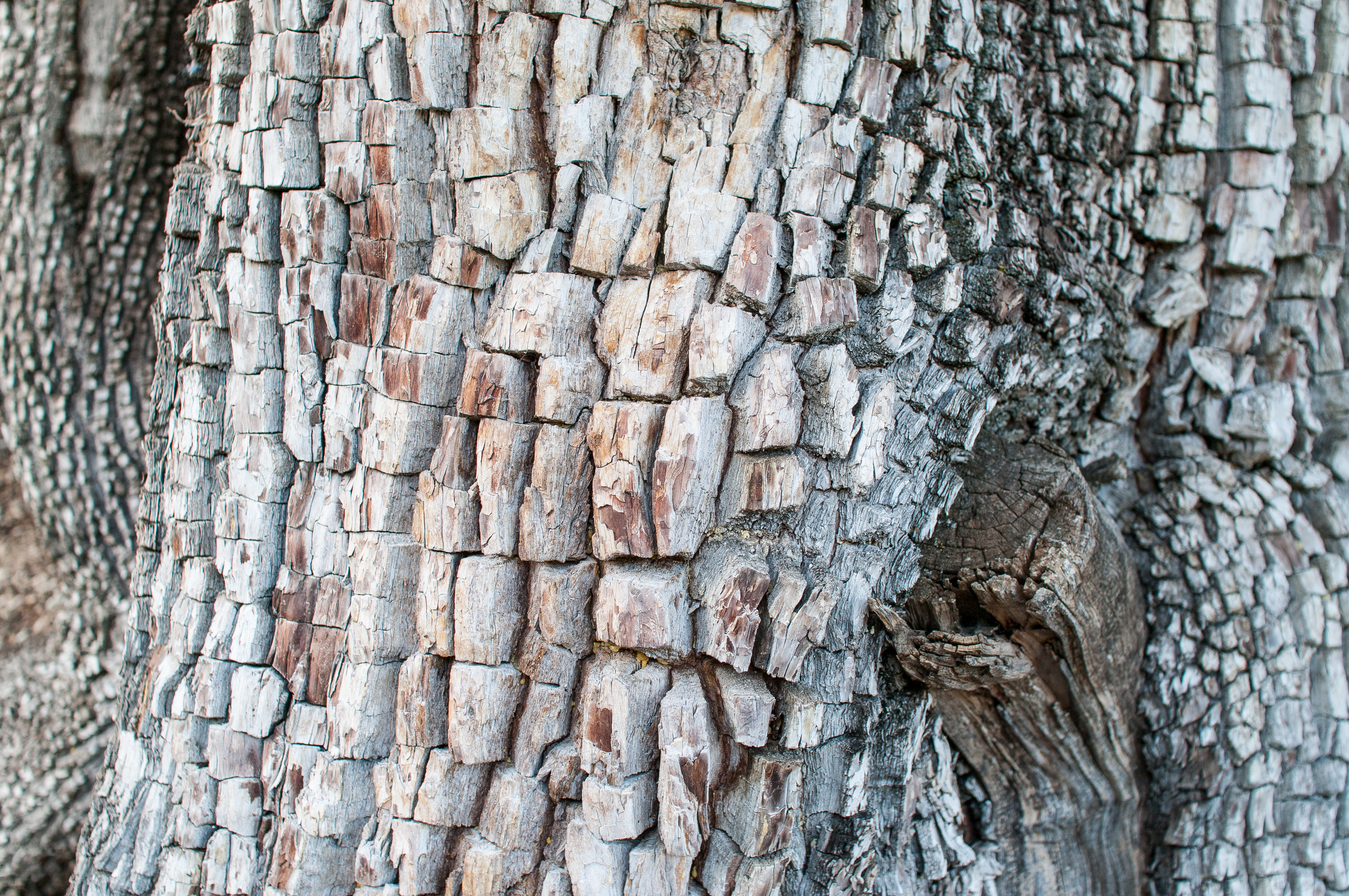
Sektion Sabina: Borke der Alligator-Wacholder (Juniperus deppeana)

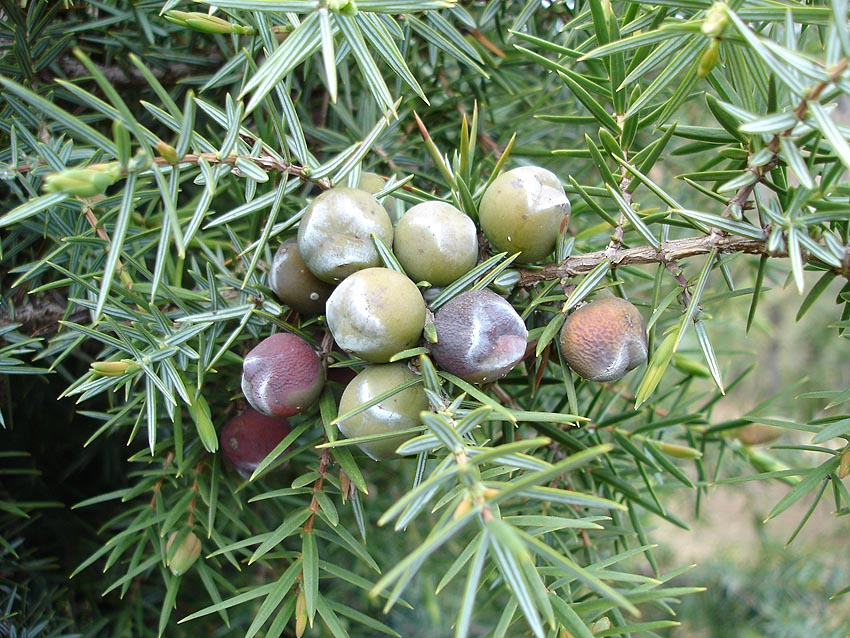
Sektion Juniperus: Blätter und beerenförmige Zapfen in verschiedenen Reifestadien des Stech-Wacholders (Juniperus oxycedrus)

### Vegetative Merkmale
Wacholder-Arten sind immergrüne Sträucher oder Bäume. Als größtes Einzelexemplar gilt ein Syrischer Wacholder (Juniperus drupacea) in der Türkei mit einer Wuchshöhe von 40 Metern. Das Holz besitzt einen schmalen Splint und einen rötlich-braunen Kern und duftet oft aromatisch, wobei die Namensgebung wie „stinkend“ andeutet, welche Arten besonders intensiv riechen. Die Zweige sind rund oder vier- bis sechsflügelig. Die Blätter sind im Allgemeinen kurz und liegen eng an den Zweigen an. Sie sind in der Jugend nadelförmig, später schuppen- oder nadelförmig. Die Blätter sind in gegenständigen Paaren in vier Reihen oder in wechselständigen Quirlen in drei bis sechs Reihen oder selten in Quirlen mit vier bis acht Reihen an den Zweigen angeordnet.
Die Sämlinge besitzen zwei bis acht Keimblätter (Kotyledonen).

### Generative Merkmale
Die zu den Nacktsamigen Pflanzen gehörenden Arten sind meist zweihäusig (diözisch), selten einhäusig (monözisch) getrenntgeschlechtig. Die männlichen Zapfen besitzen drei bis vier Paare oder Trios Sporophylle. Jedes Sporophyll besitzt zwei bis acht Pollensäcke.
Die beerenförmigen weiblichen Zapfen, oft als Beeren bzw. Wacholderbeeren bezeichnet, sind bei einem Durchmesser von 0,3 bis 2 Zentimetern ei- bis kugelförmig. Sie benötigen bis zur Reife ein bis zwei Jahre, bleiben geschlossen und werden bläulich. Die meist dicken, fleischigen Zapfenschuppen sind aus Deck- und Samenschuppen verwachsen und besitzen ein bis drei Samen. Die ungeflügelten, hartschaligen Samen sind rund bis kantig. Die beerenförmigen Zapfen werden von Vögeln als ganzes geschluckt, und die Samen verlassen den Darmtrakt unversehrt. Der bittere Geschmack der Zapfen (bei den meisten Arten) ist wohl eine Anpassung gegen Fraß durch Säugetiere.
Die Chromosomengrundzahl beträgt x = 11.

## Vorkommen
Wacholder-Arten kommen vorwiegend auf der Nordhalbkugel der Erde vor. Nur das Verbreitungsgebiet des Ostafrikanischen Wacholders reicht im östlichen Afrika bis 18° Süd.
Wacholder-Arten sind sehr anpassungsfähig. Sie gedeihen in Klimaregionen, die von der subarktischen Tundra bis zu Halbwüsten reichen. Nahezu alle Arten sind gut an regenarme Zeiten angepasst. In Bergregionen sind es häufig Wacholder-Arten, die noch an der Baumgrenze gedeihen. Der auf den Azoren gedeihende Kurzblättrige Wacholder ist die einzige Nadelholzart, die sich auf einer mitten im Ozean liegenden Inselkette vulkanischen Ursprungs etablieren konnte. Die Samen der Vorfahren dieser Art gelangten vermutlich im Verdauungstrakt von Vögeln dorthin.
Sie kommen vielfach auf trockenen Böden (Sand, Heide, Steppe, Halbwüste) vor.
In vielen semiariden Gebieten wie in den westlichen USA, im nördlichen Mexiko, im zentralen und südwestlichen Asien sind sie die dominante Waldbedeckung in weiten Bereichen der Landschaft. Die Untergattung Juniperus ist hauptsächlich eurasisch mit einer holarktischen Art (Juniperus communis). Sie ist auch die einzige Art dieser Untergattung in Nordamerika und Mitteleuropa und überhaupt die am weitesten verbreitete Koniferenart. Die Untergattung Caryocedrus ist endemisch in Südwestasien und Südosteuropa. Die Untergattung Sabina besiedelt fast alle Areale, die auch für die ganze Gattung gelten – außer nördlich von 50° Nord in Europa und 60° Nord in Asien.
In stark beweideten Gebieten ist Wacholder aufgrund seiner Unverträglichkeit für Weidetiere oft der einzige vorkommende Baum.
Die häufigere der beiden Wacholder-Arten in Deutschland, der Heide-Wacholder, war der Baum des Jahres 2002.

## Inhaltsstoffe
Die Zusammensetzung der ätherischen Öle unterscheidet sich je nach Art und Pflanzenteil. α-Thujen und γ-Terpinen finden sich in den Nadeln, während (−)-Camphen nur in den Früchten zu finden ist. (±)-α-Pinen und (±)-β-Pinen, Myrcen, (+)-Sabinen, (+)-3-Caren, (±)-Limonen, β-Phellandren und Terpinolen sind sowohl im Öl der Nadeln als auch der Früchte zu finden. Neben ätherischen Ölen enthalten die Beeren Flavonoide und Biflavonoide.

### Giftwirkung des Wacholders
Die in den Beeren und Nadeln des Gemeinen Wacholders enthaltenen ätherischen Öle können bei Hautkontakt und Verzehr zu Reizerscheinungen führen.
Im Gegensatz zu den anderen Wacholdergewächsen ist beim Juniperus communis nur die Beere (Fructus Juniperi) giftig. Reif ist sie im zweiten Jahr. Eine Überdosierung des Teeröls des Stech-Wacholders führt zu Nierenschmerzen, Nierenversagen, Hautreizungen und Leberschädigung. Ferner wird die Herztätigkeit und Atmung gesteigert; seltener können Krämpfe auftreten. Äußerlich kommt es zur Rötung der Haut bis zur Blasenbildung. Die maximale Dosierung liegt bei erwachsenen Menschen bei 2 g.

## Systematik

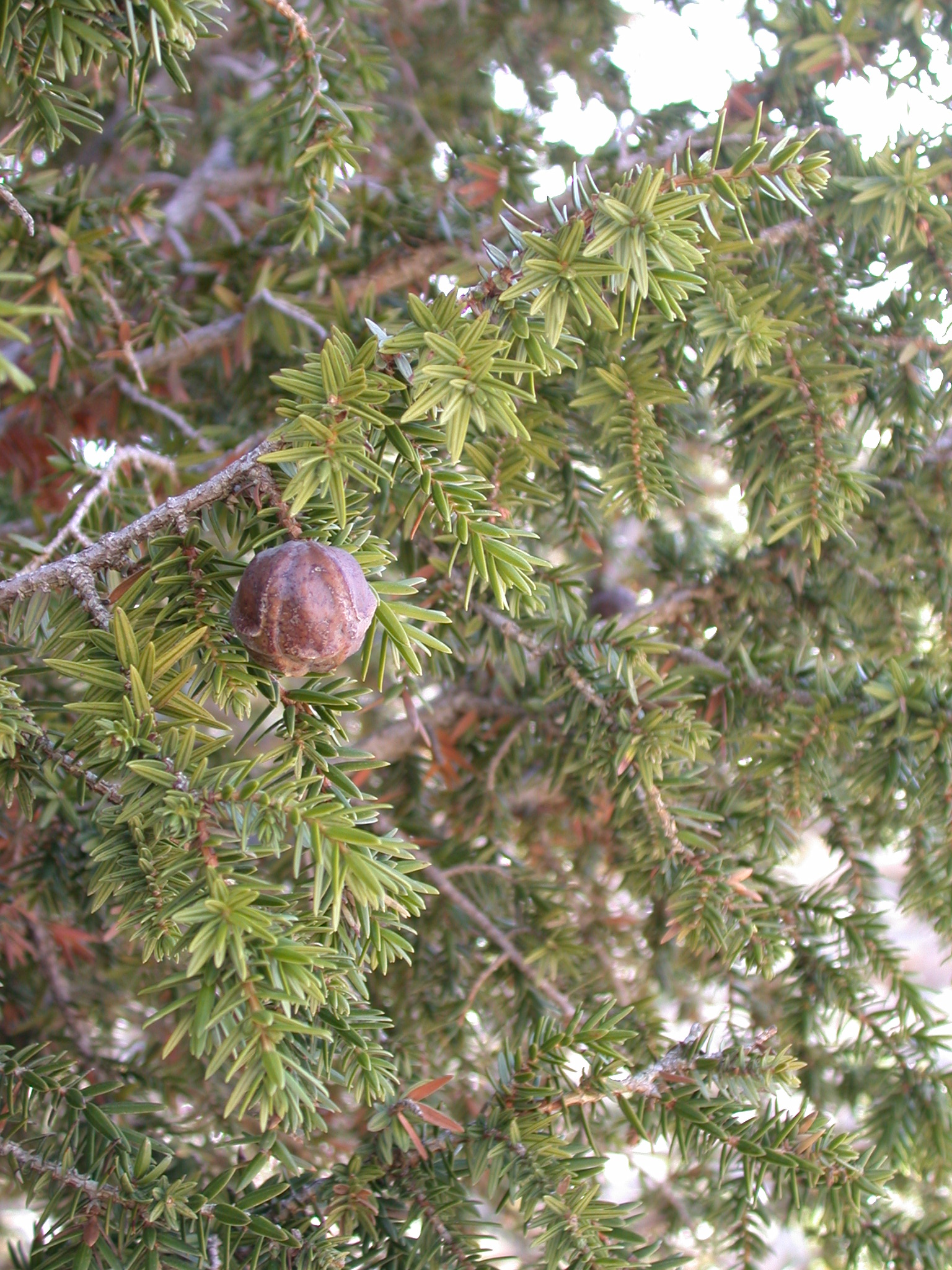
Sektion Caryocedrus: Syrischer Wacholder (Juniperus drupacea)

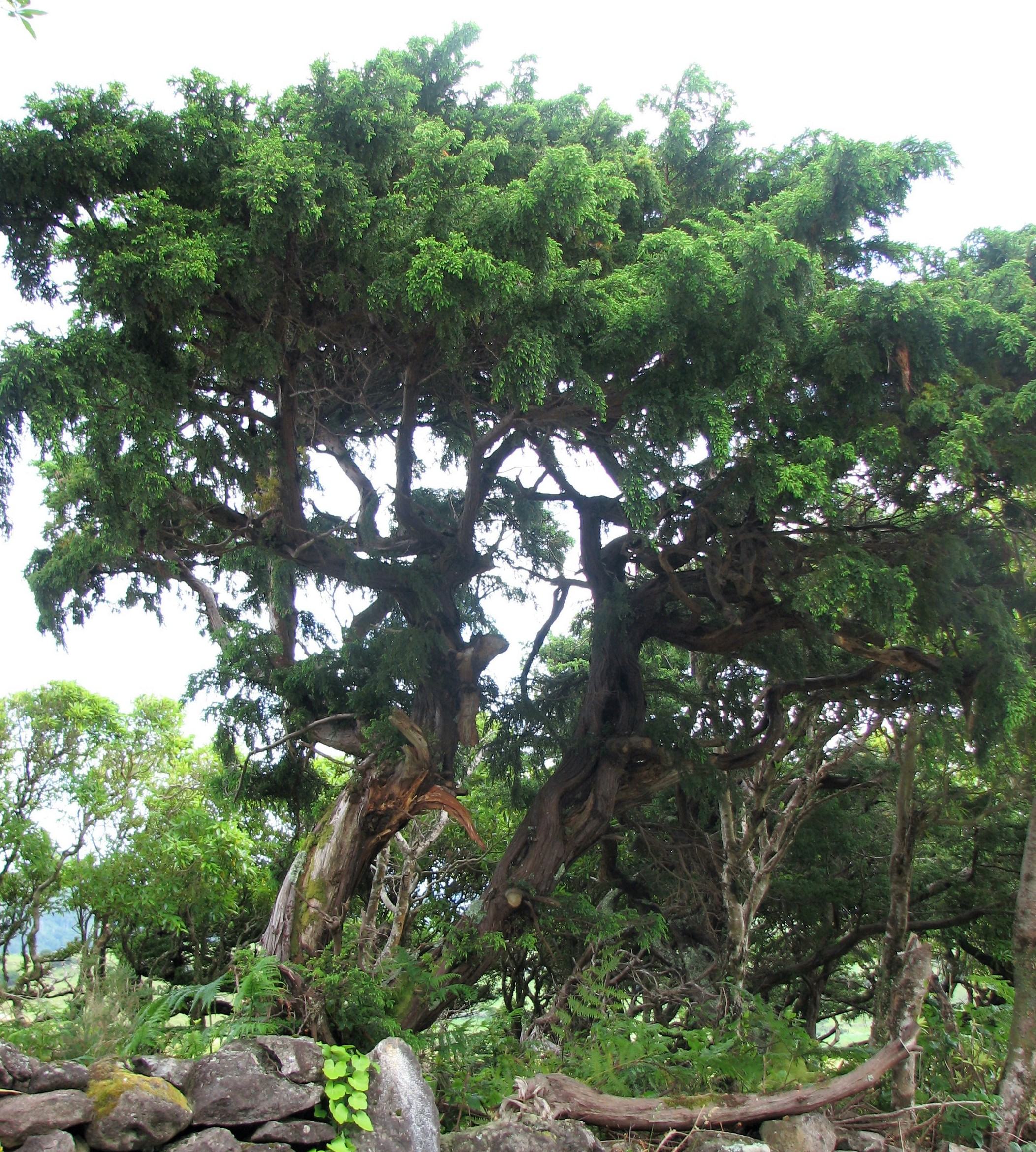
Sektion Juniperus: Kurzblättriger Wacholder (Juniperus brevifolia) auf den Azoren

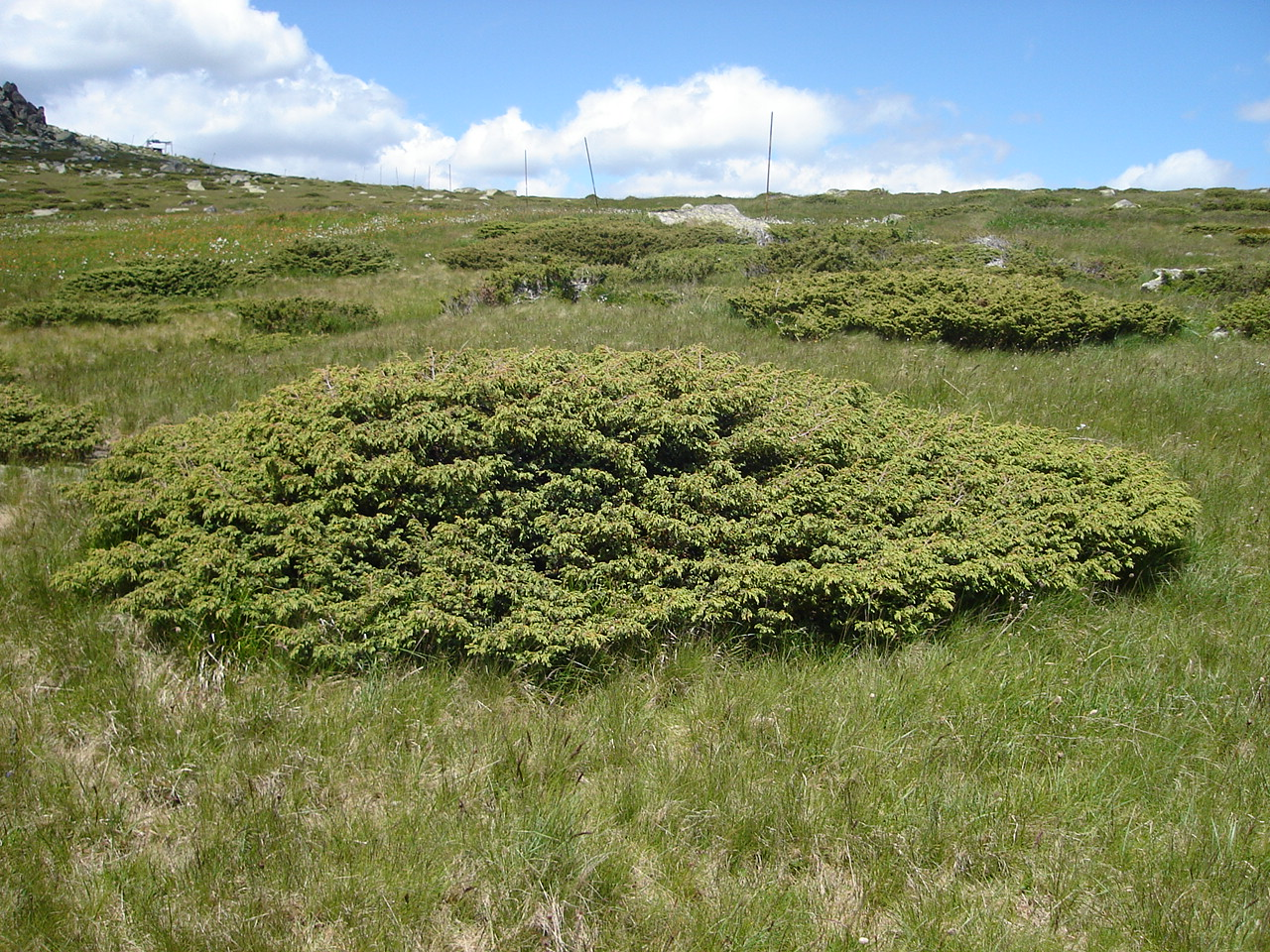
Sektion Juniperus: Alpen-Wacholder (Juniperus communis var. saxatilis) im Witoschagebirge, Bulgarien

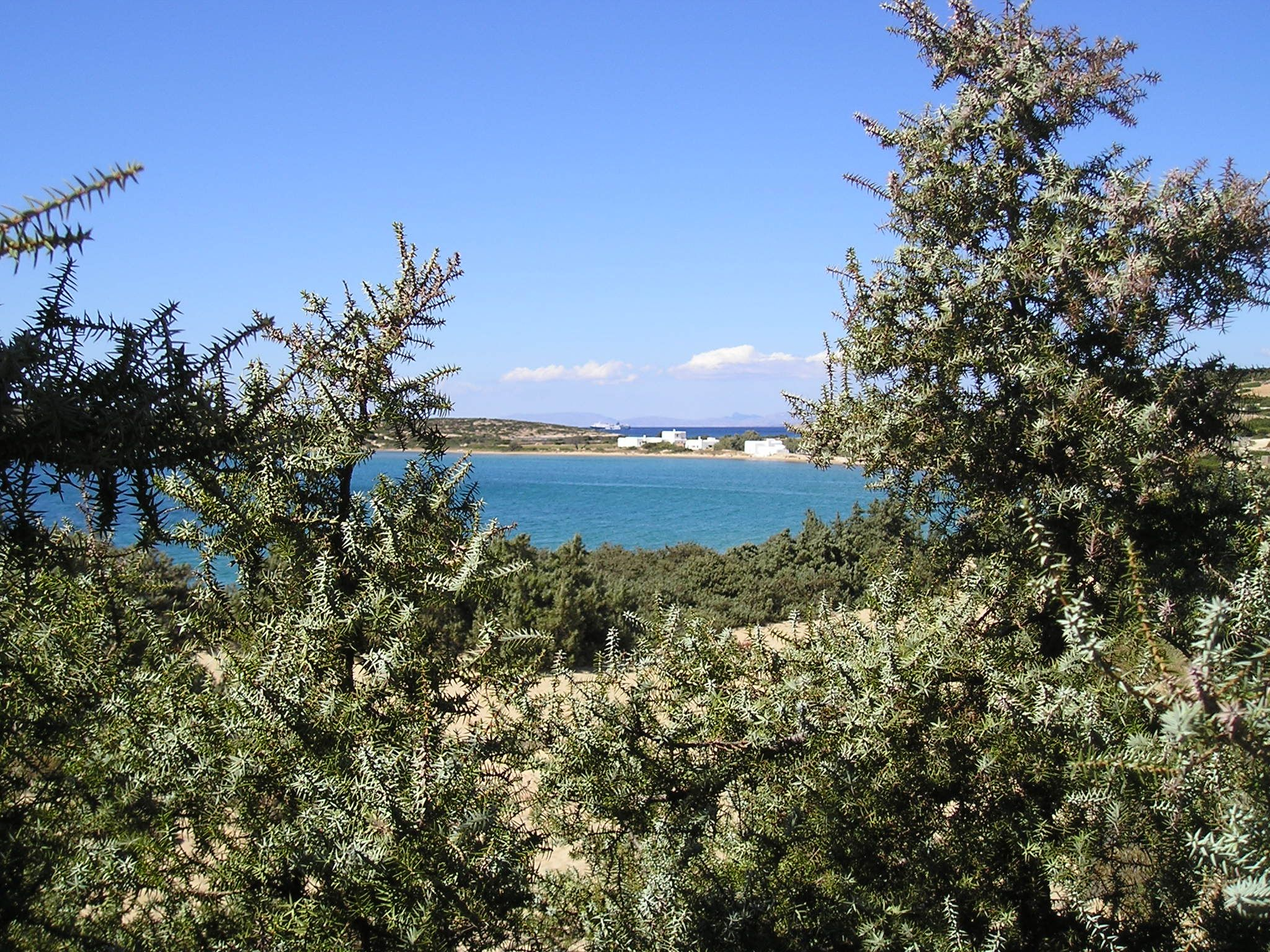
Sektion Juniperus: Juniperus macrocarpa auf der griechischen Insel Paros

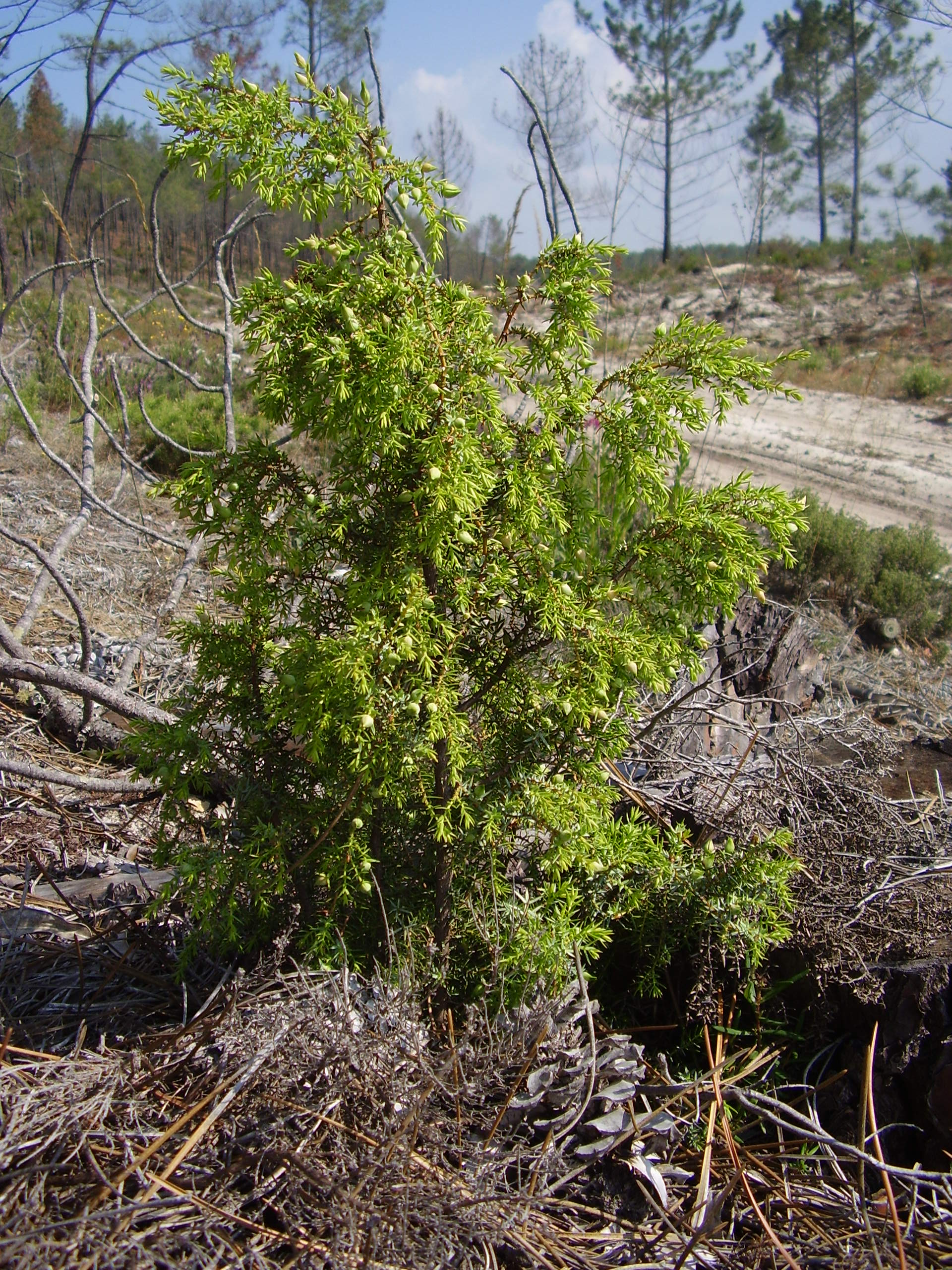
Sektion Juniperus: Juniperus navicularis

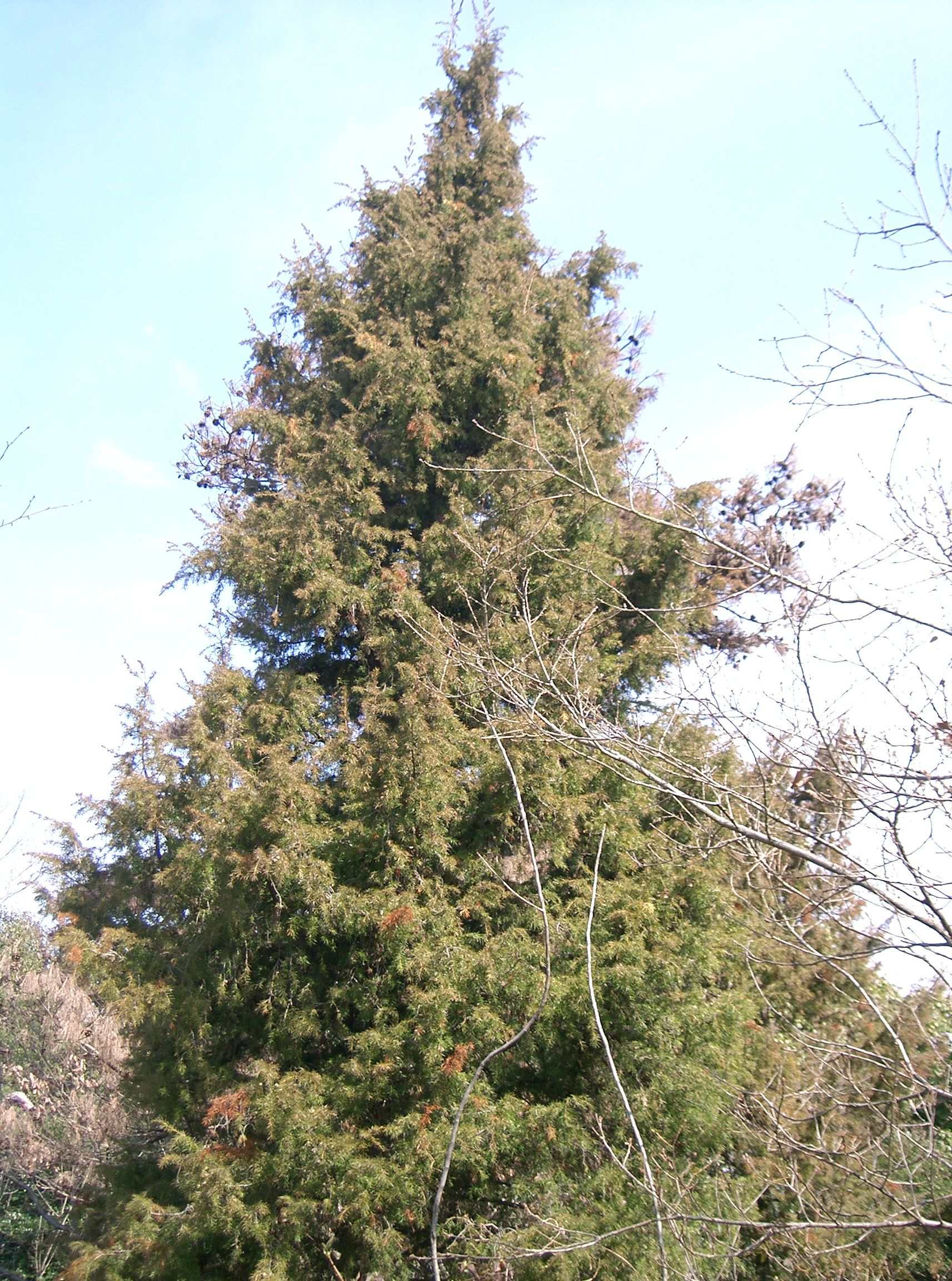
Sektion Juniperus: Igel-Wacholder (Juniperus rigida)

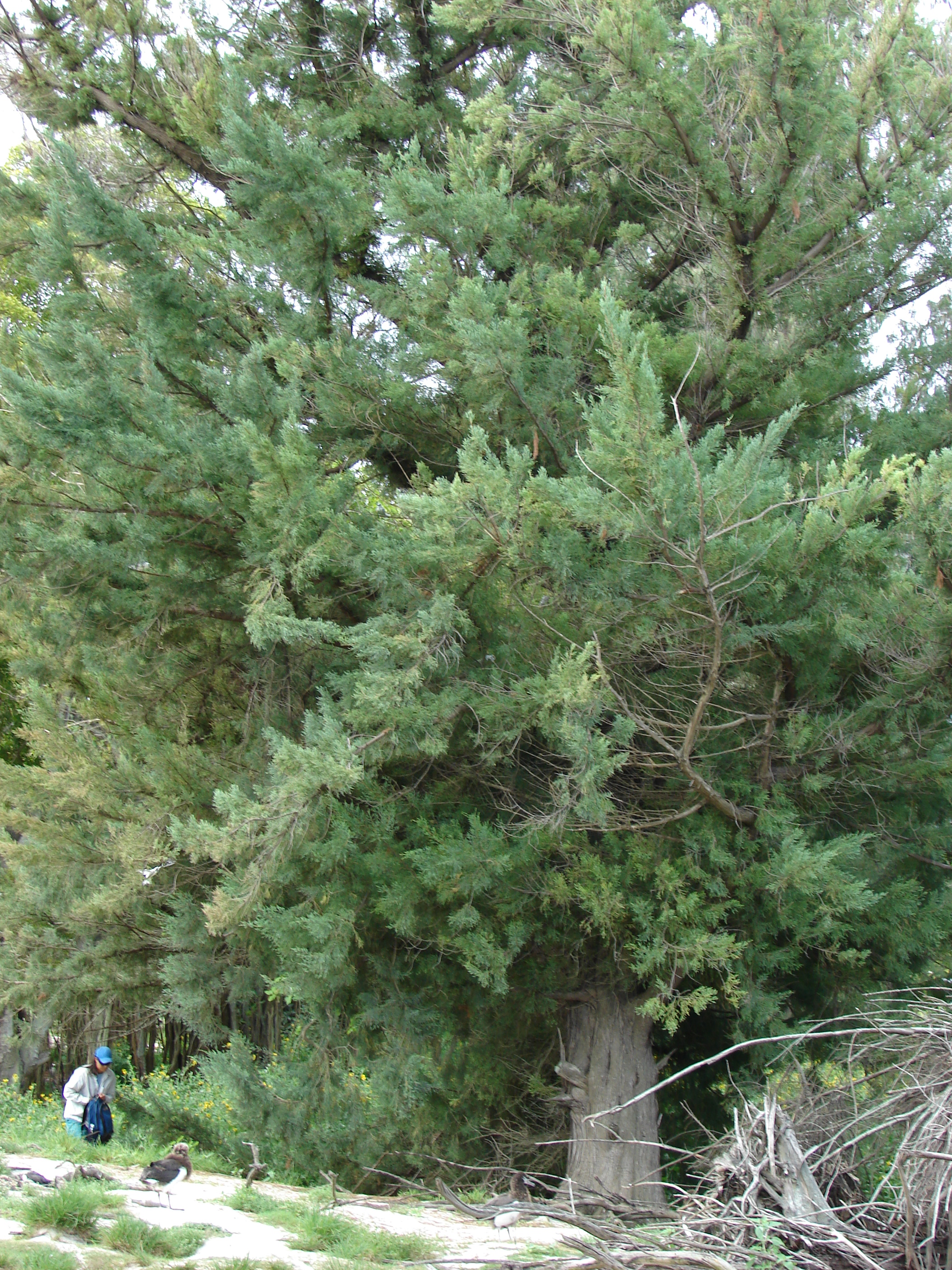
Sektion Sabina: Bermuda-Wacholder (Juniperus bermudiana), Sand Island, Midwayinseln, Hawaii-Inseln

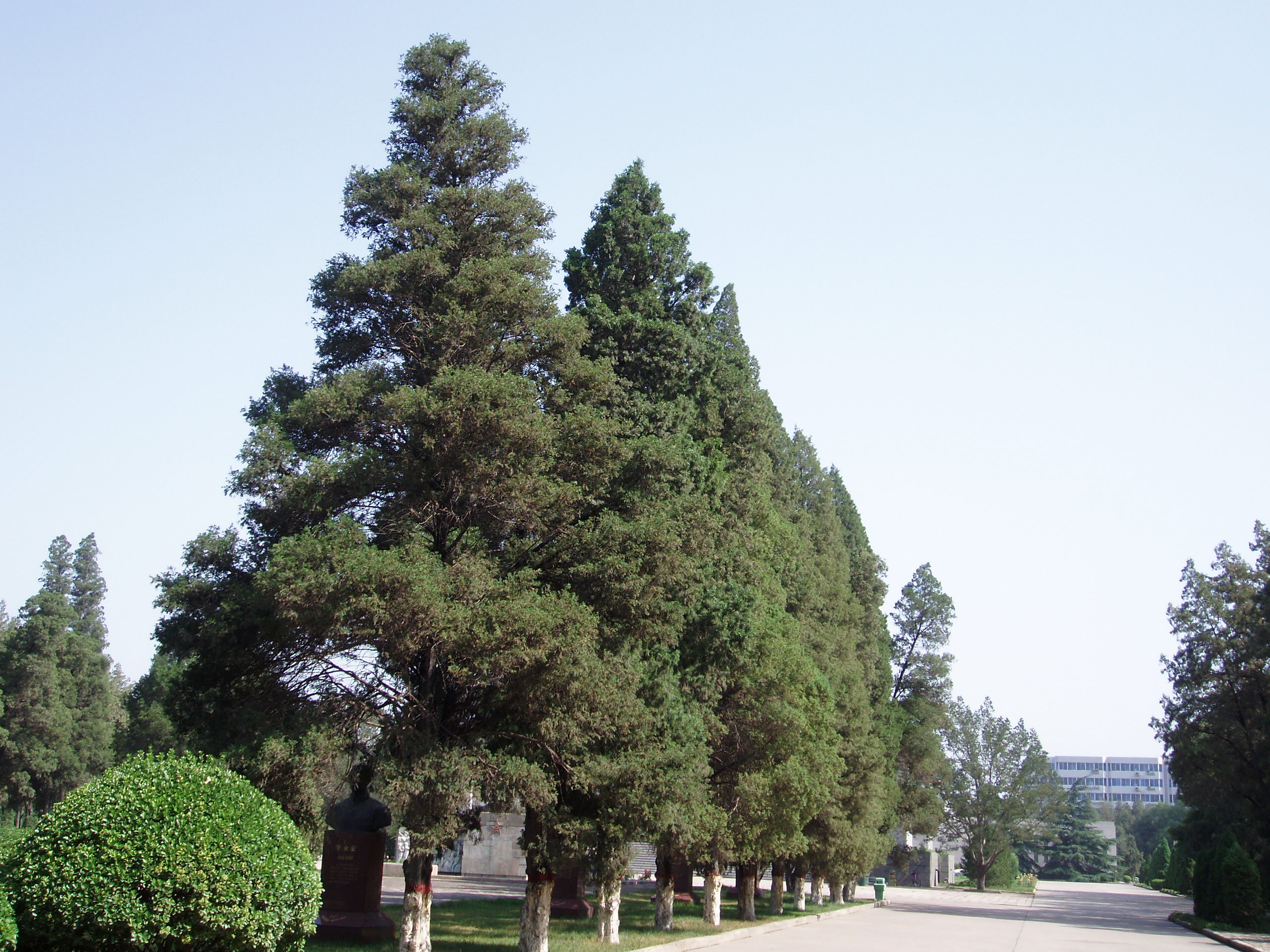
Sektion Sabina: Chinesischer Wacholder (Juniperus chinensis)

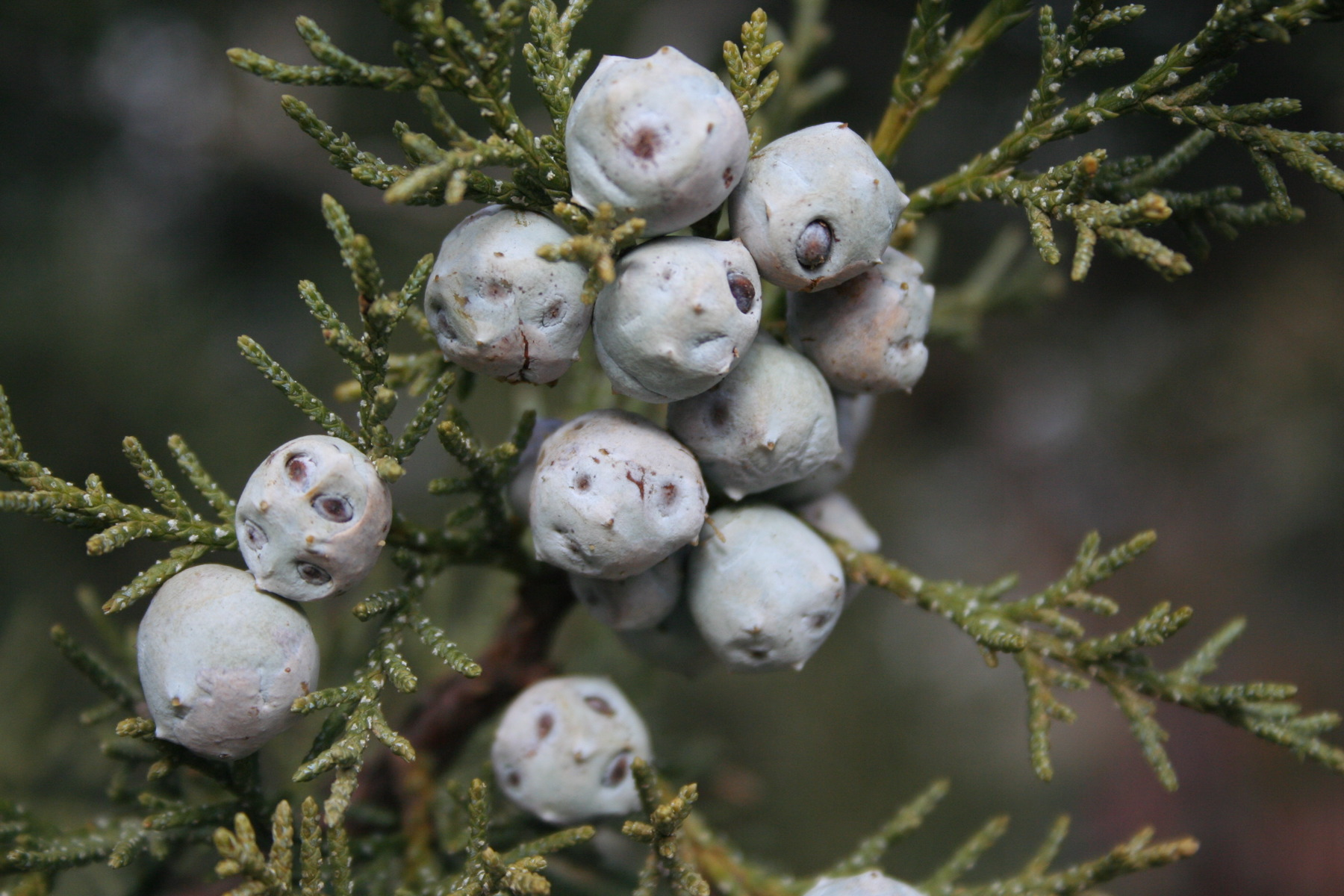
Sektion Sabina: Zweig mit Zapfen des Alligator-Wacholders (Juniperus deppeana)

Sektion Sabina: Griechischer Wacholder (Juniperus excelsa) auf der Krim

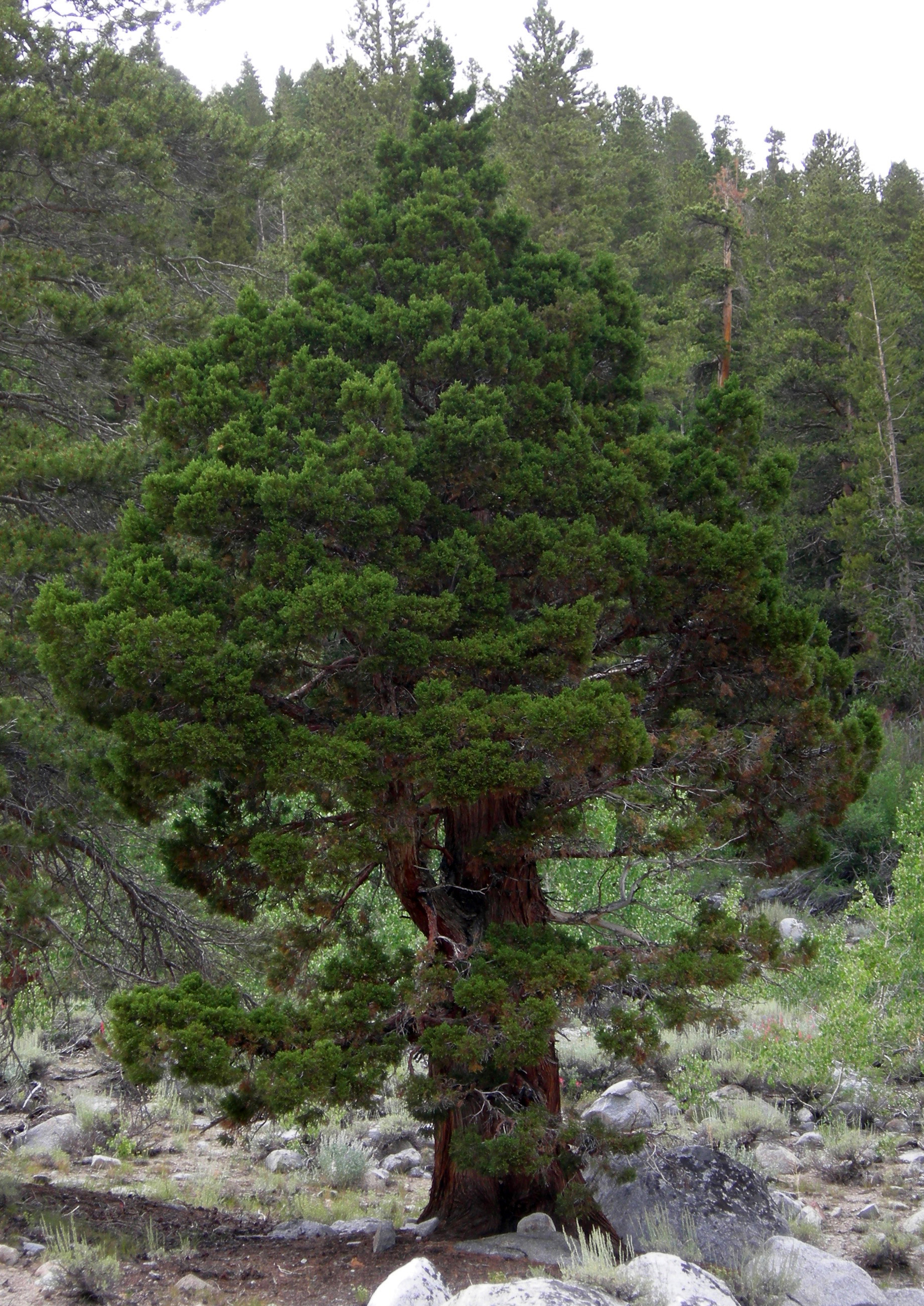
Sektion Sabina: Juniperus grandis in der Sierra Nevada, Kalifornien

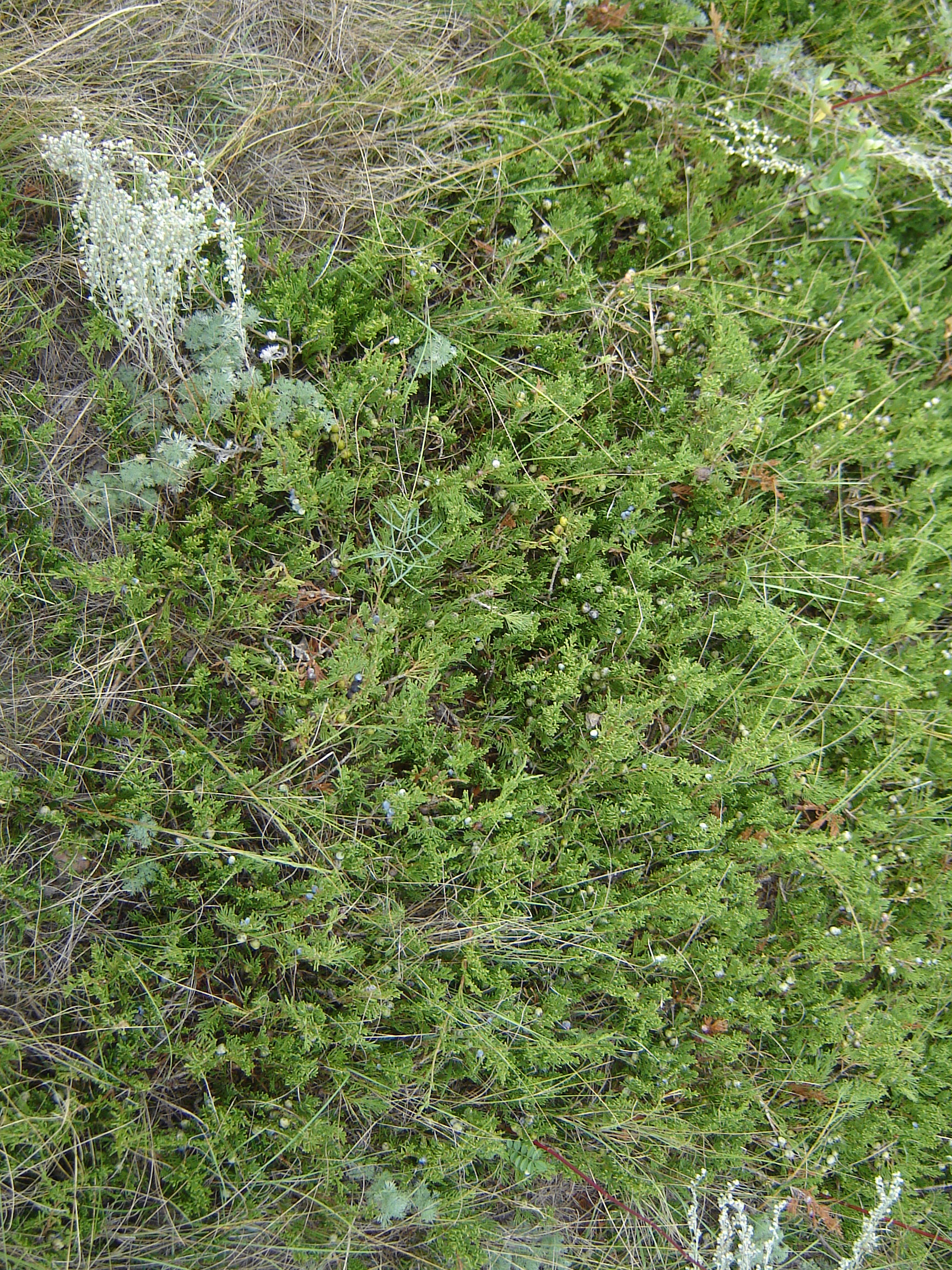
Sektion Sabina: Kriech-Wacholder (Juniperus horizontalis) in Saskatchewan

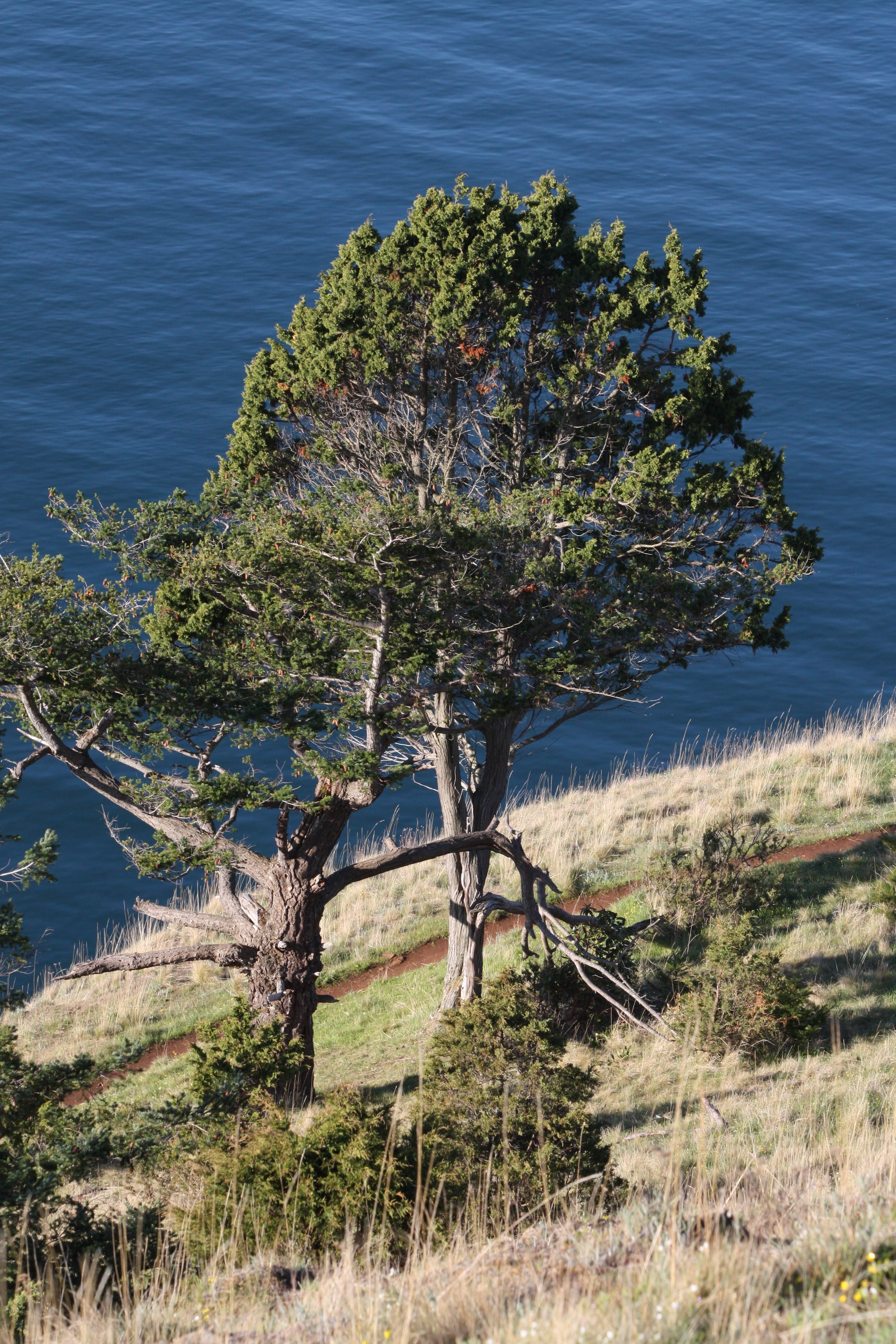
Sektion Sabina: Habitus von Juniperus maritima im Habitat

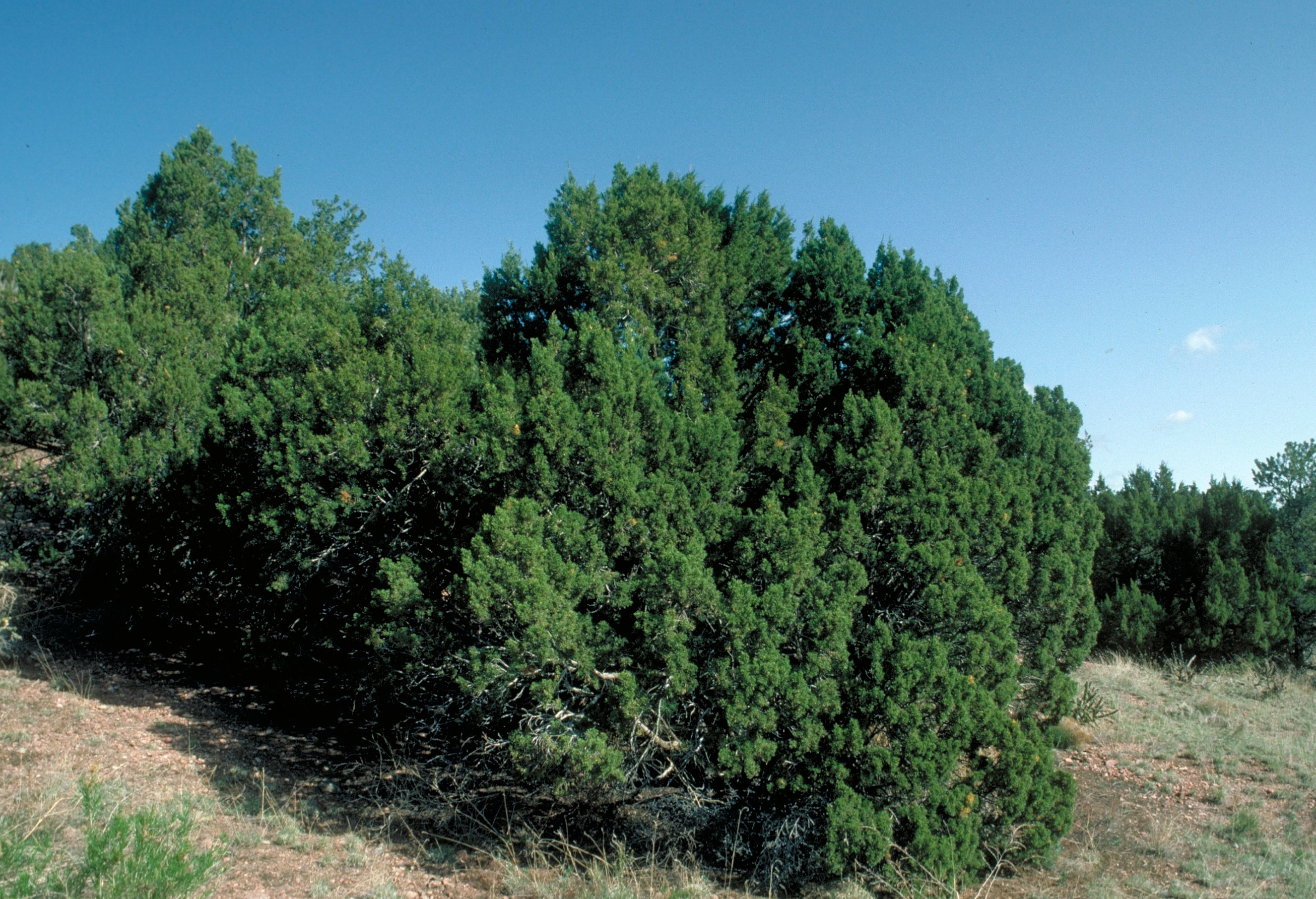
Sektion Sabina: Habitus des Einsamigen Wacholders (Juniperus monosperma) im Habitat

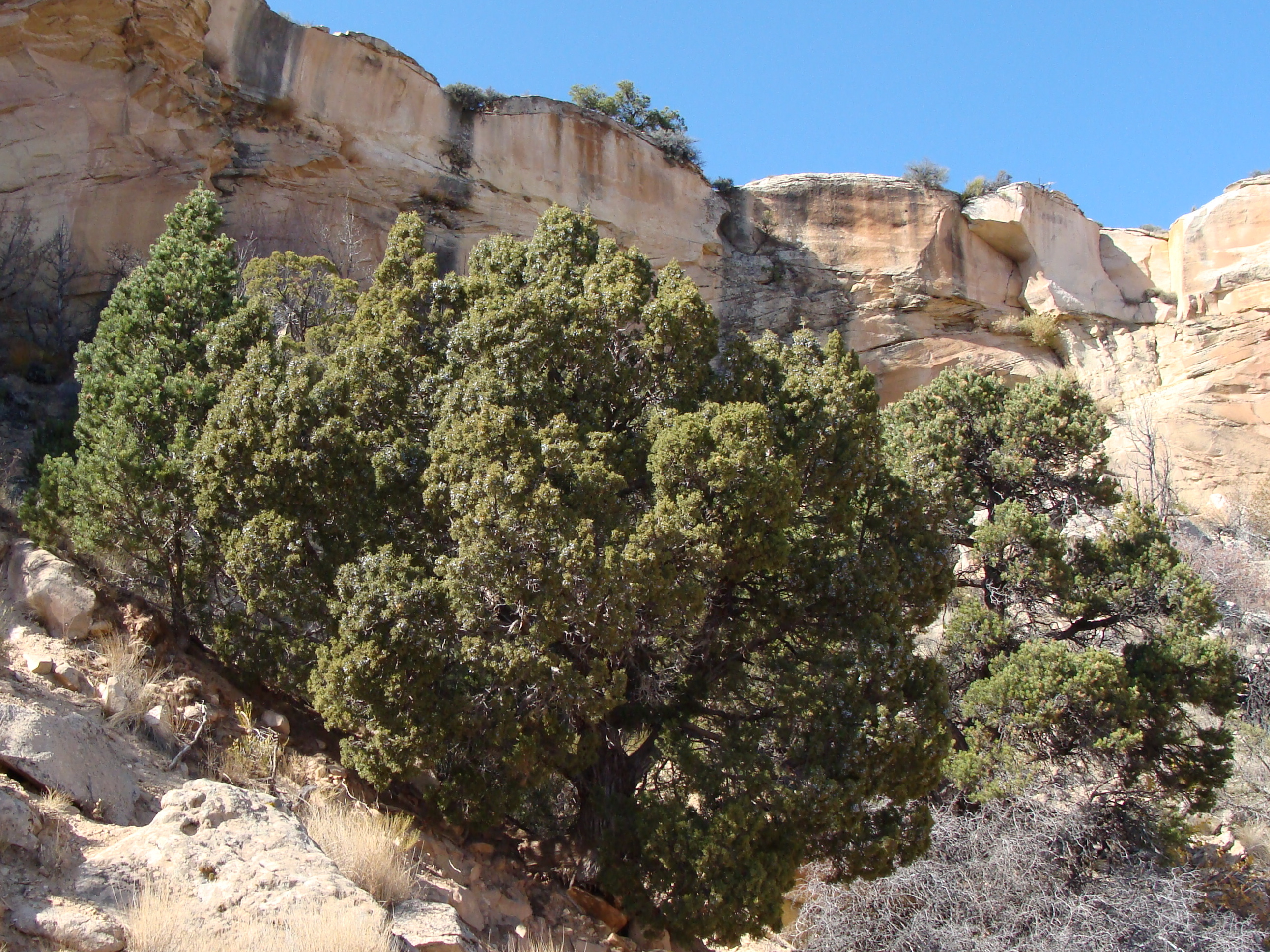
Sektion Sabina: Habitus des Utah-Wacholders (Juniperus osteosperma) im Habitat

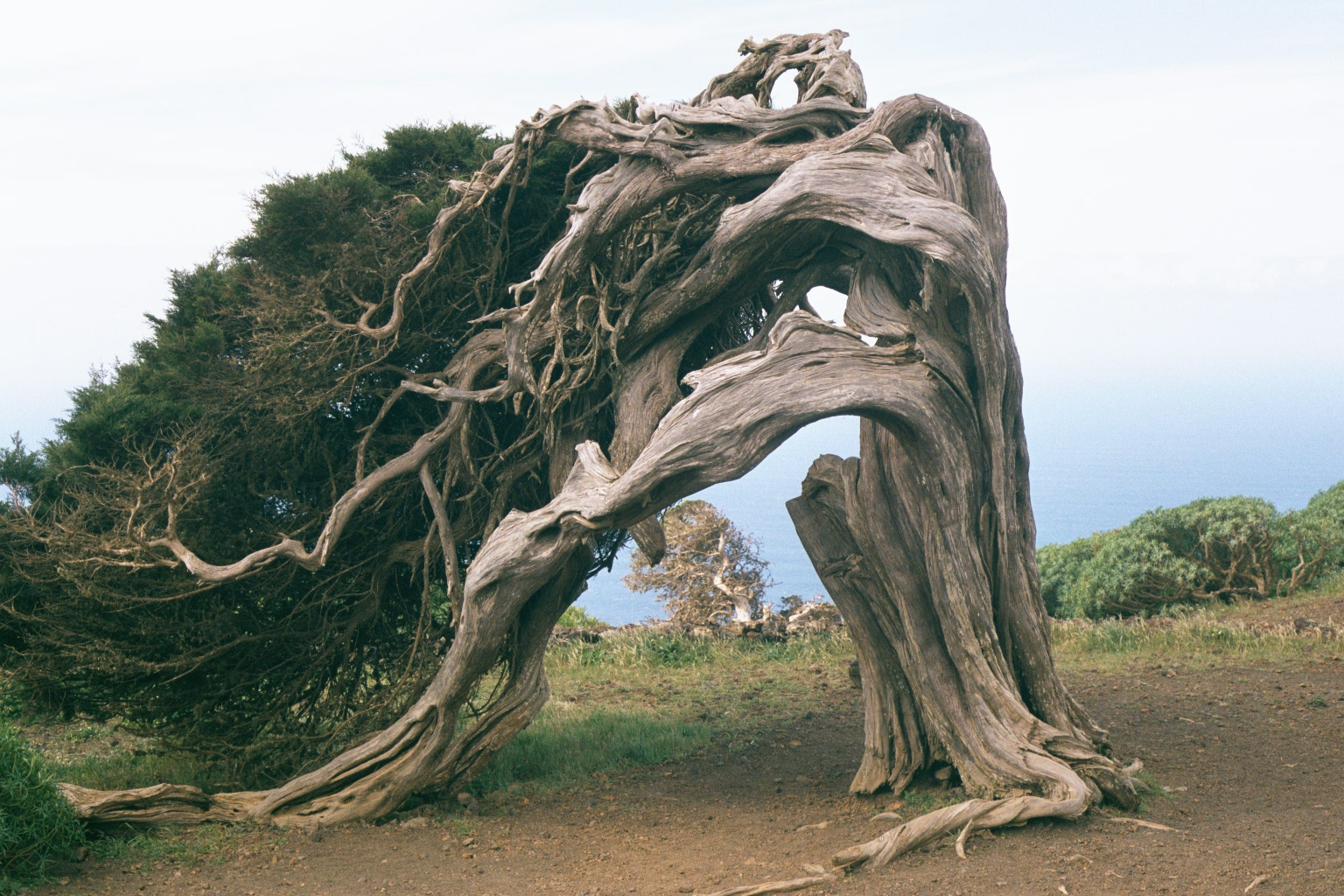
Sektion Sabina: Phönizischer Wacholder (Juniperus phoenicea) auf El Hierro

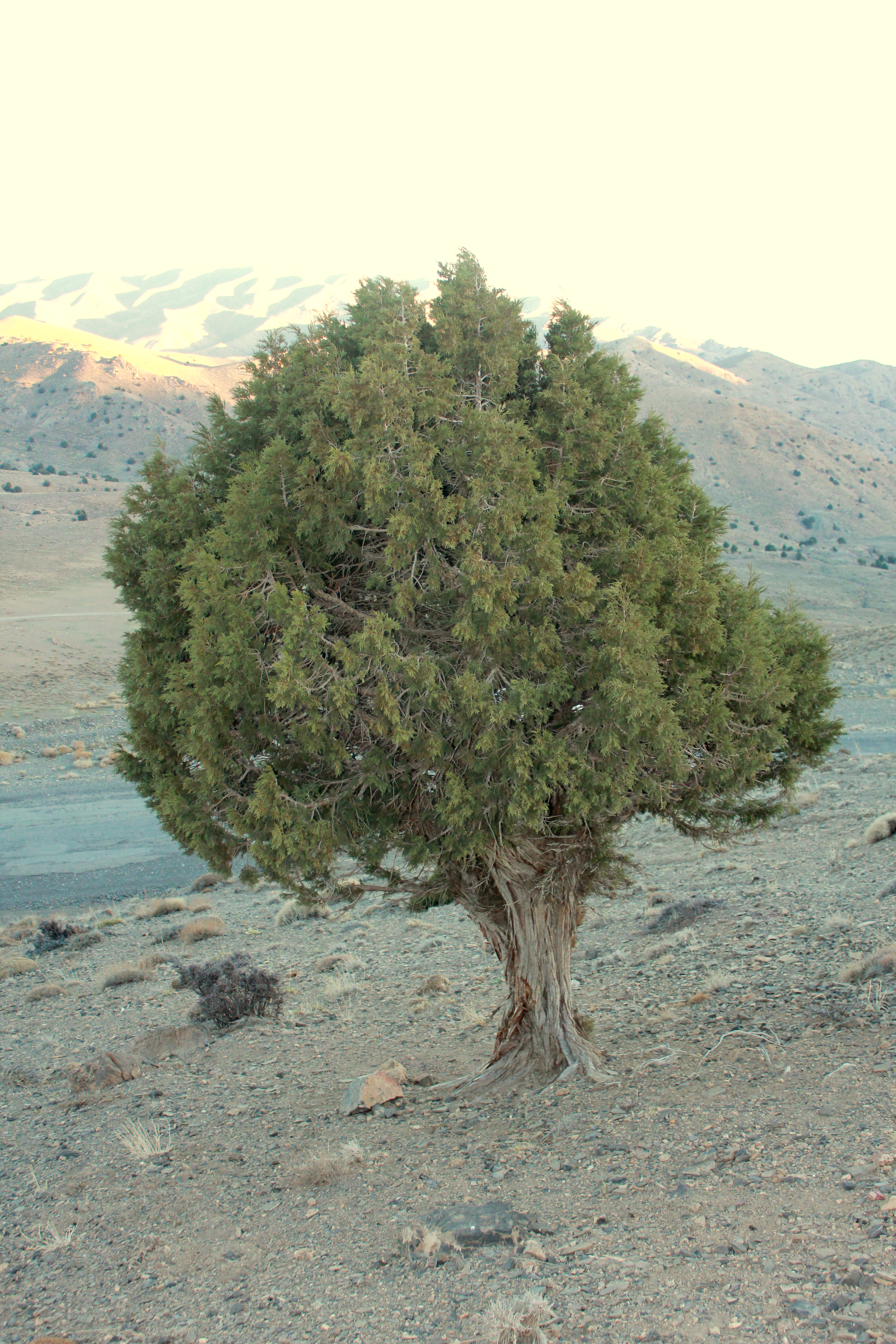
Sektion Sabina: Habitus des Persischen Wacholders (Juniperus polycarpos) im Habitat

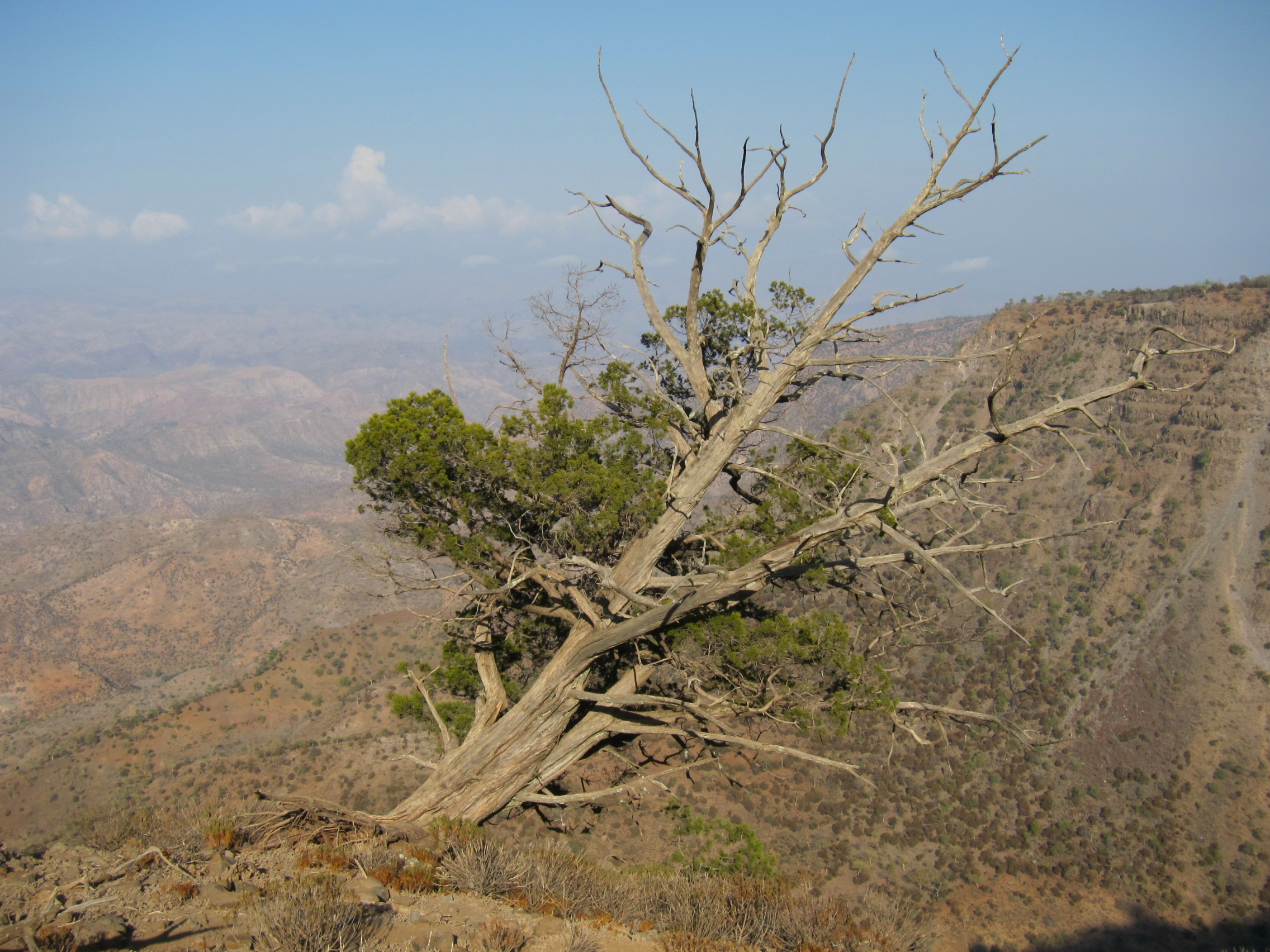
Sektion Sabina: Habitus von Juniperus procera im Habitat

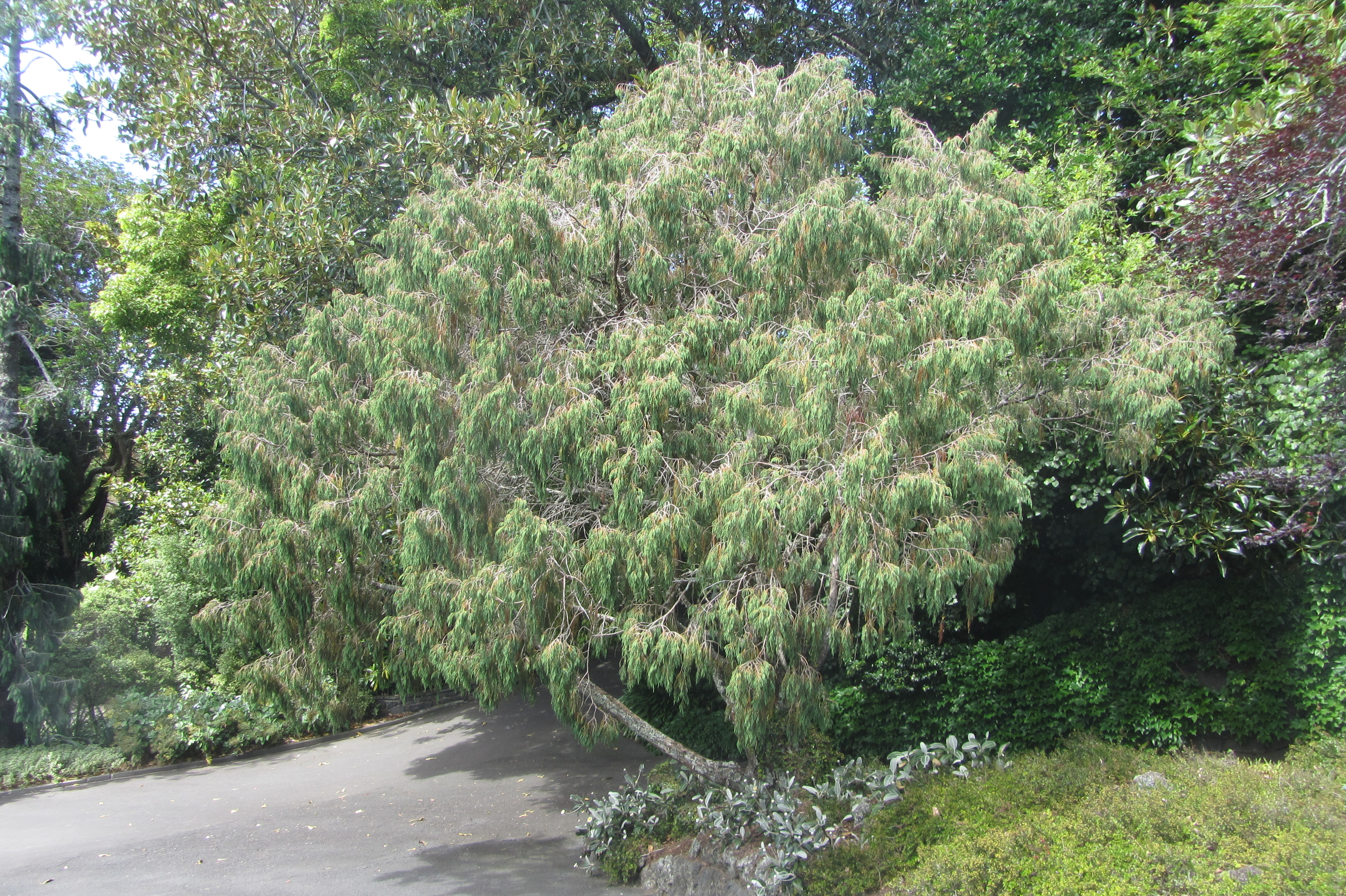
Sektion Sabina: Habitus von Juniperus recurva var. coxii

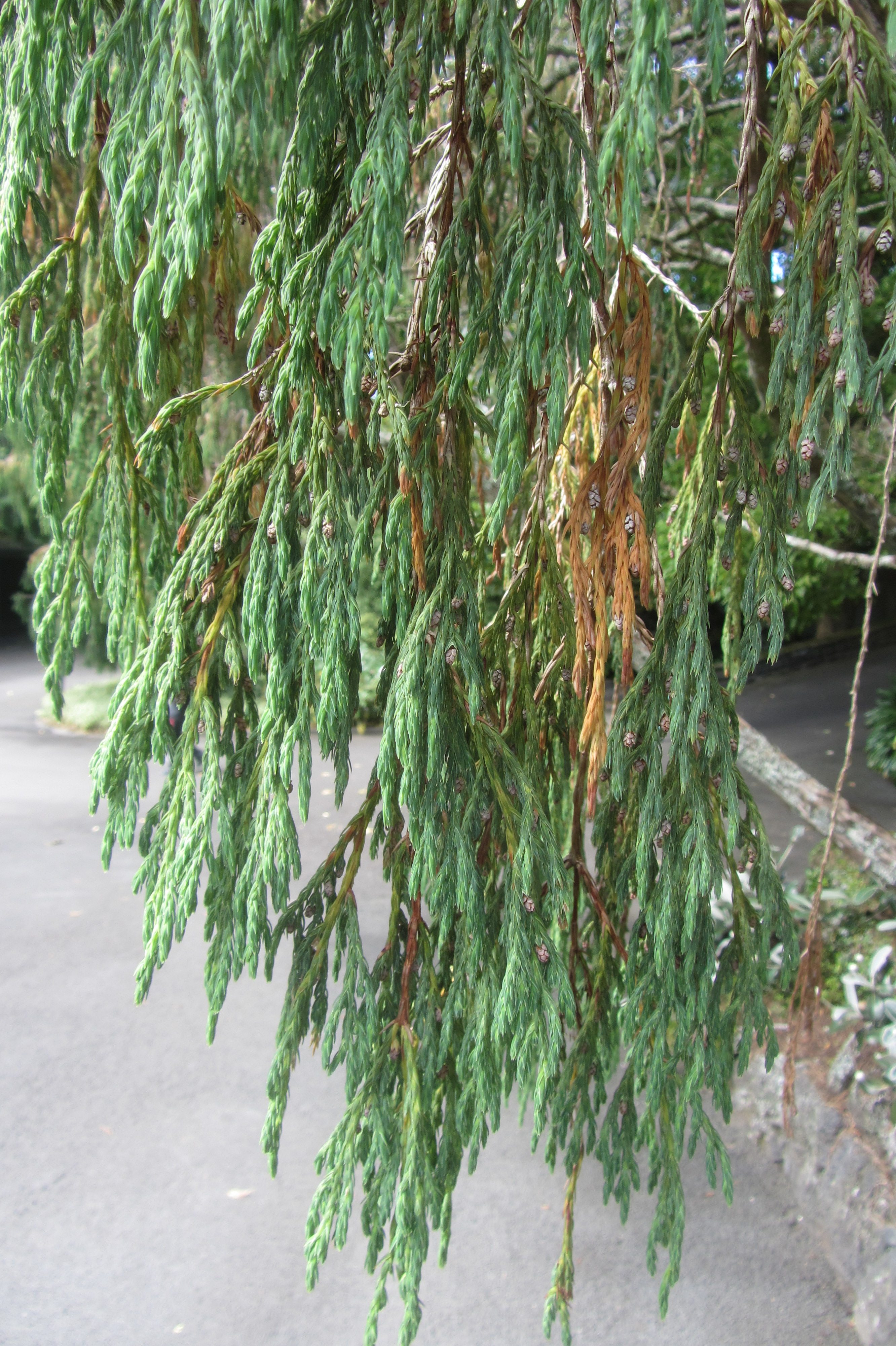
Sektion Sabina: Hängende Zweige von Juniperus recurva var. coxii

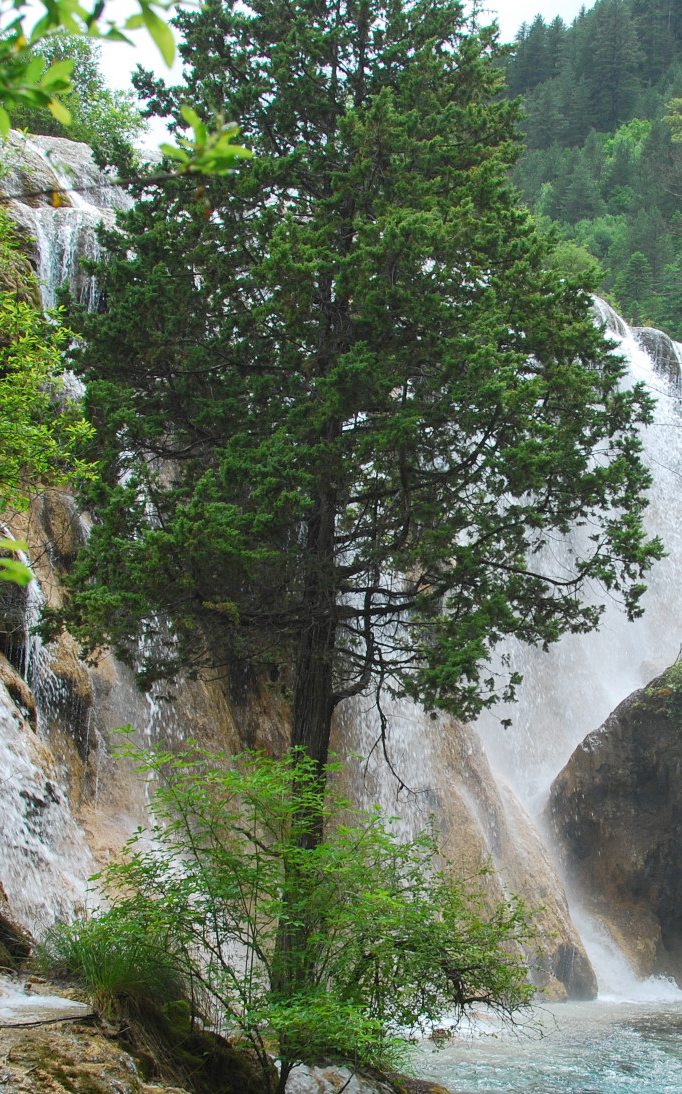
Sektion Sabina: Habitus von Juniperus saltuaria im Habitat

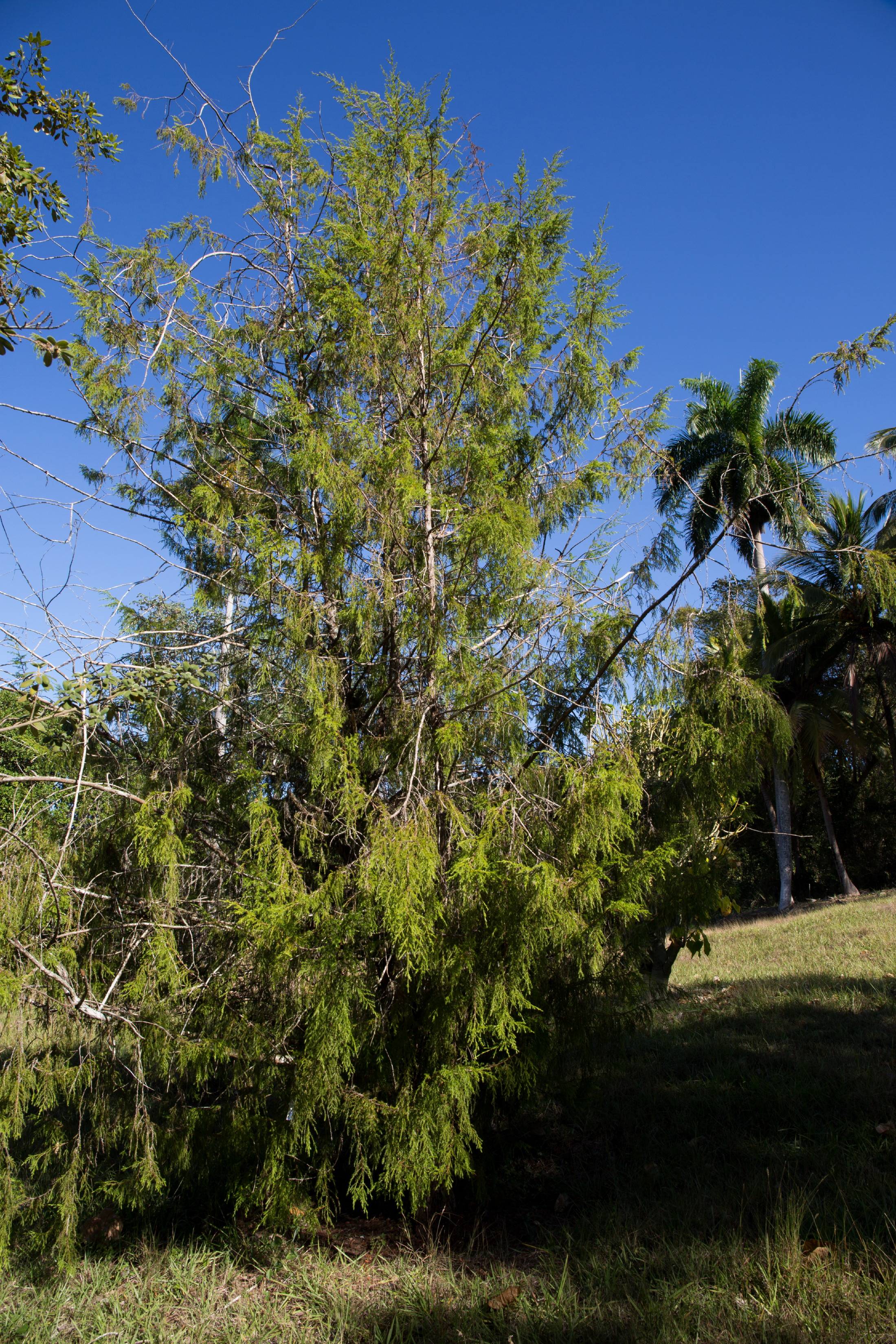
Sektion Sabina: Habitus von Juniperus saxicola

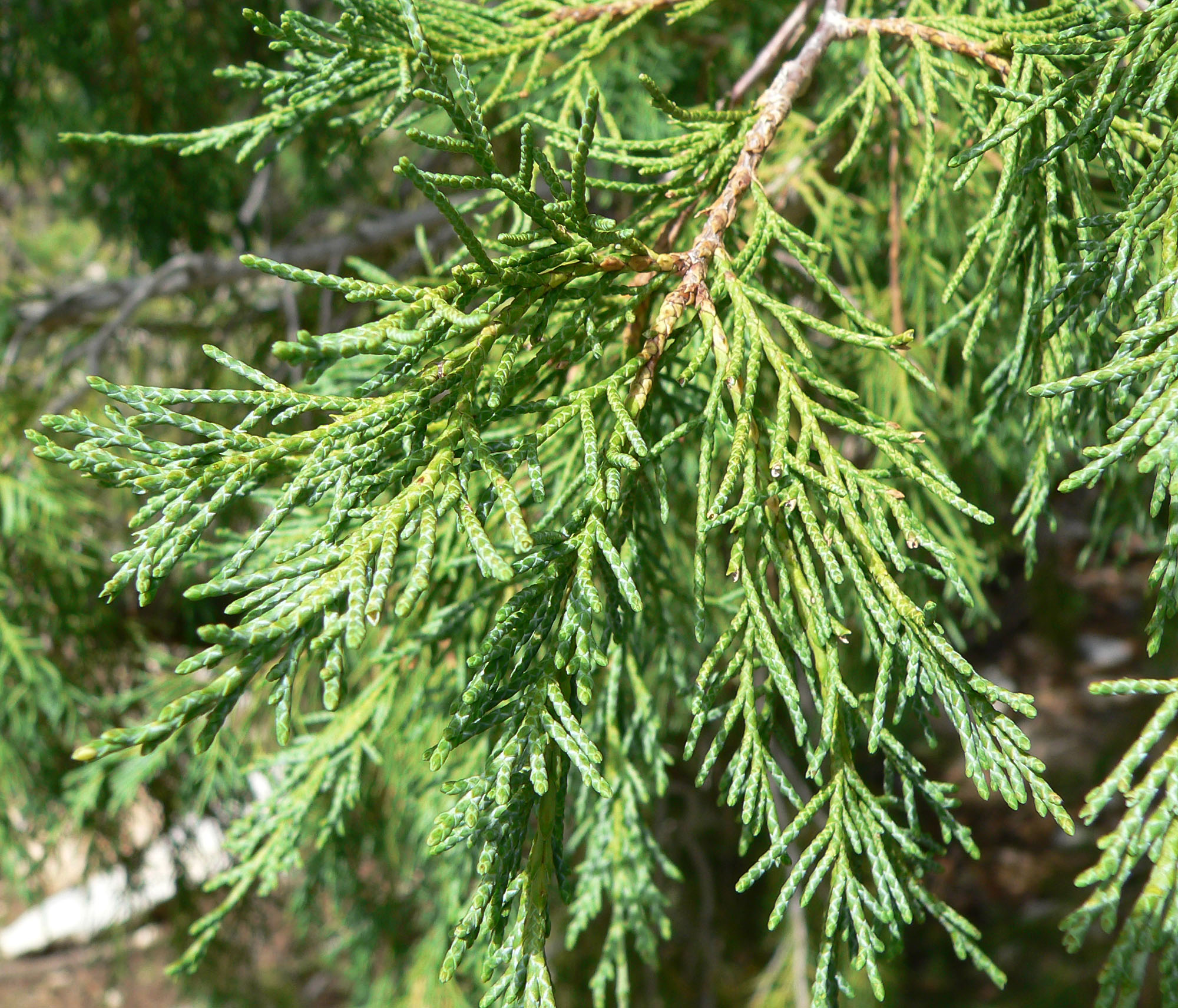
Sektion Sabina: Rocky-Mountain-Wacholder (Juniperus scopulorum), Habitat in den Rocky Mountains

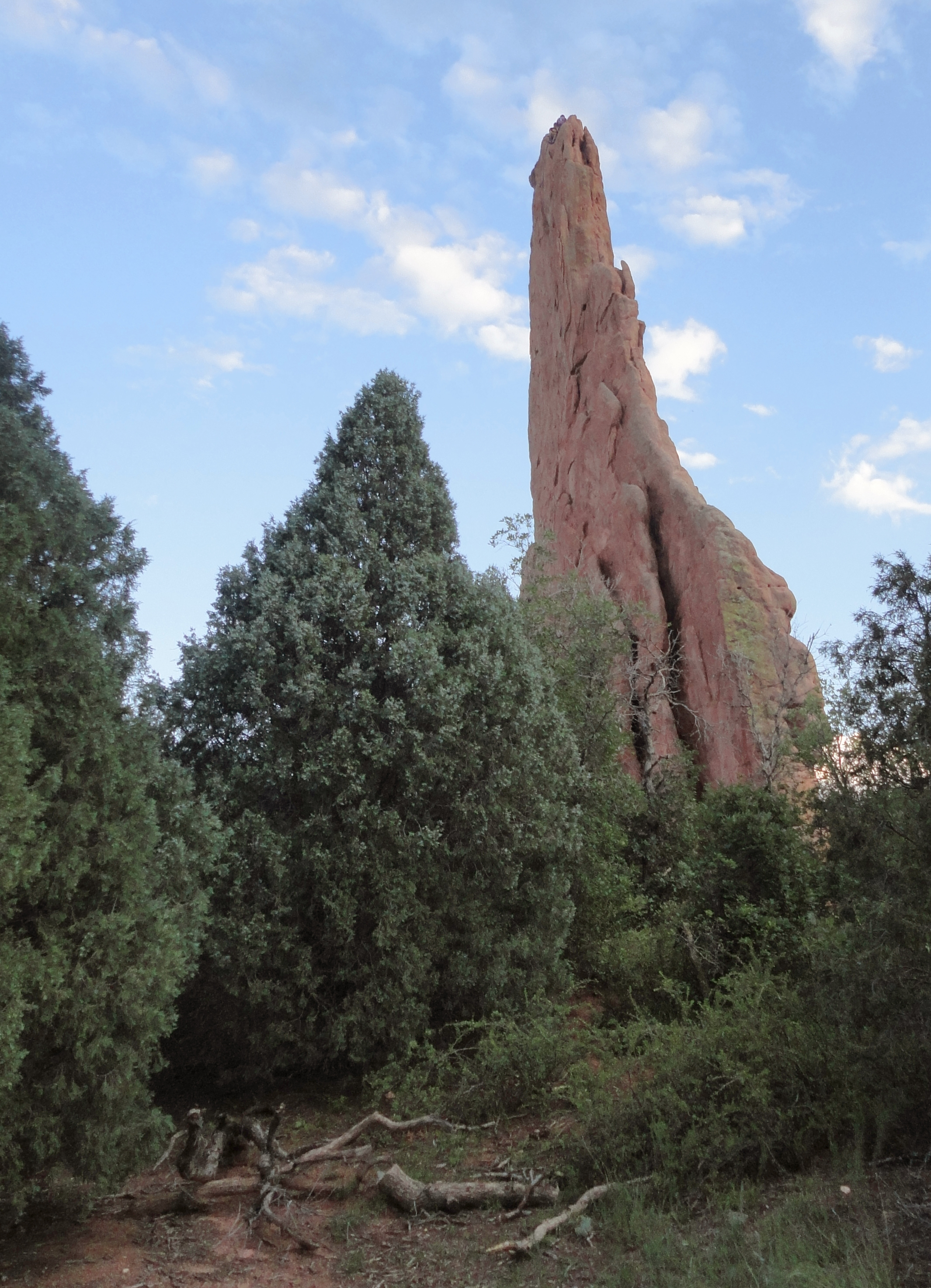
Sektion Sabina: Rocky-Mountain-Wacholder (Juniperus scopulorum)

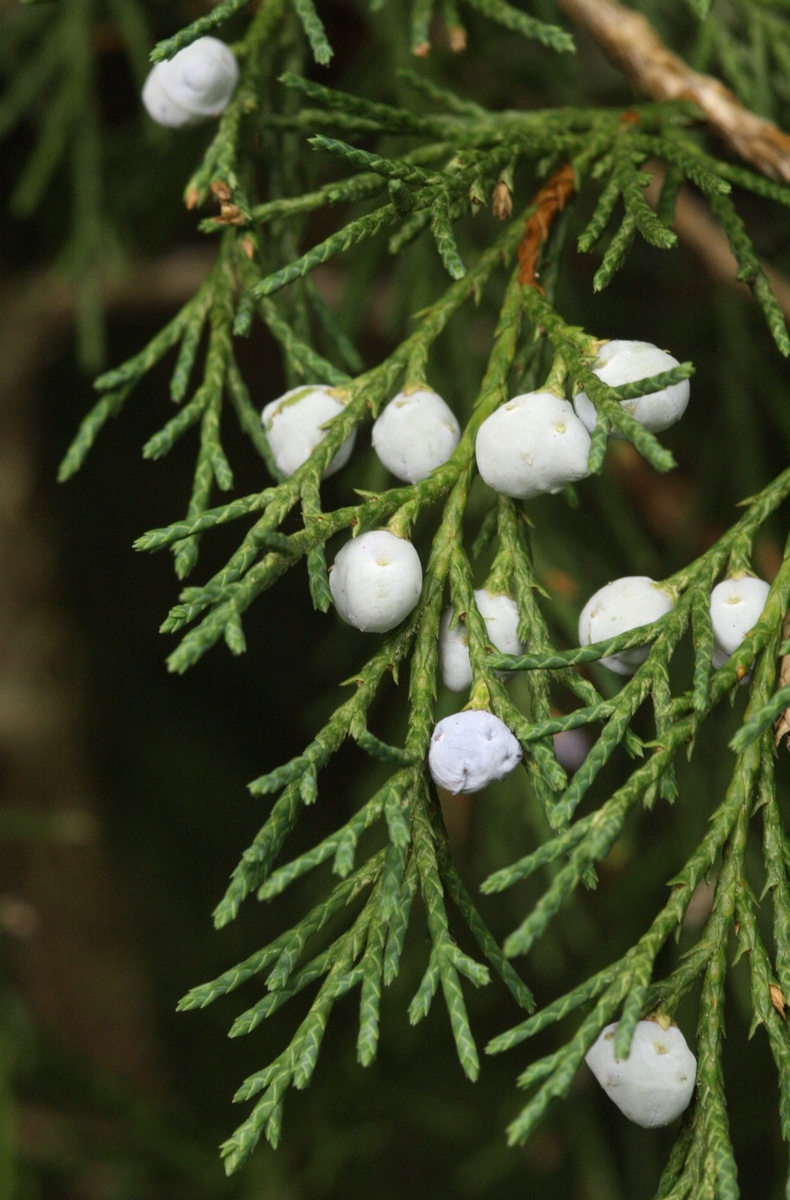
Sektion Sabina: Zweig mit Zapfen von Juniperus semiglobosa

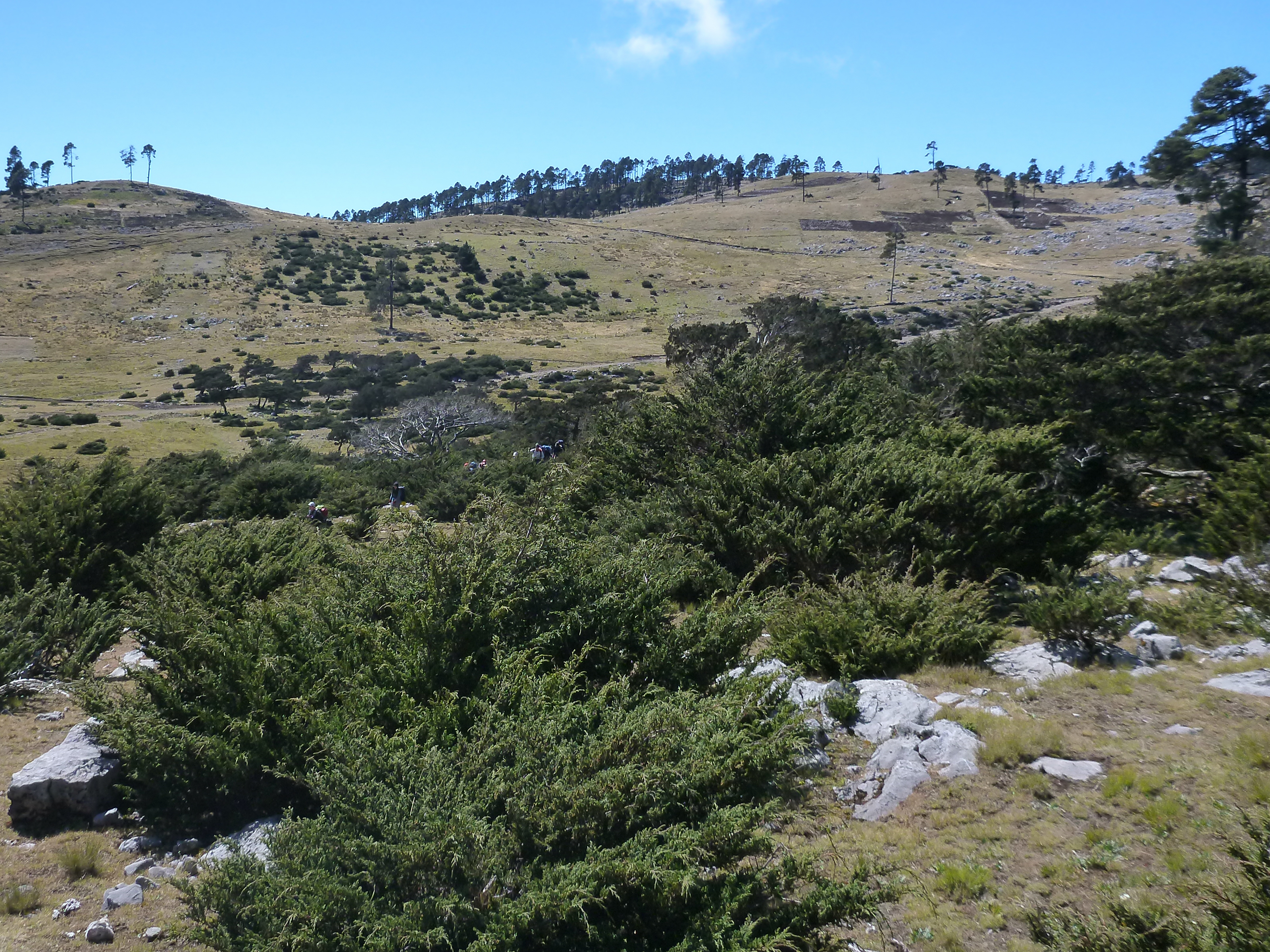
Sektion Sabina: Habitus von Juniperus standleyi im Habitat

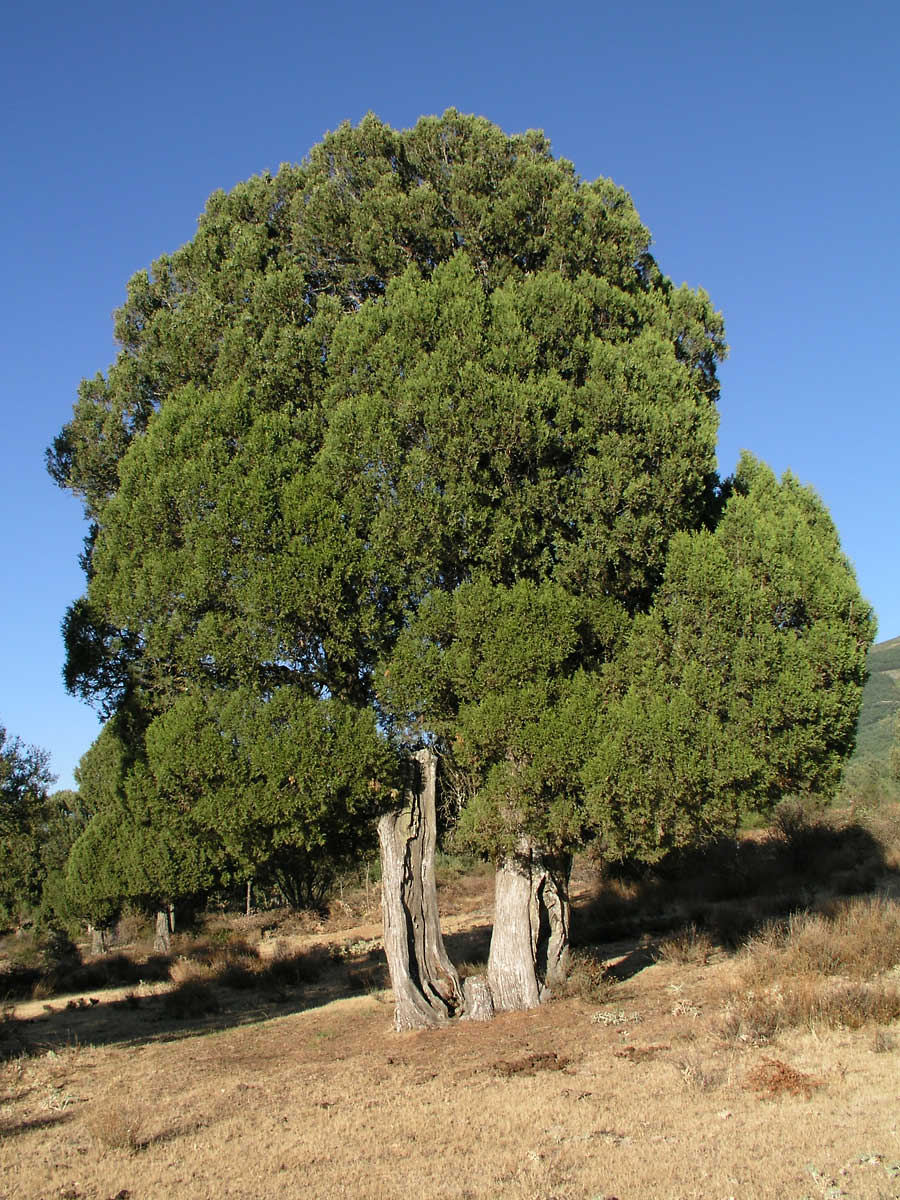
Sektion Sabina: Spanischer Wacholder (Juniperus thurifera) in Spanien

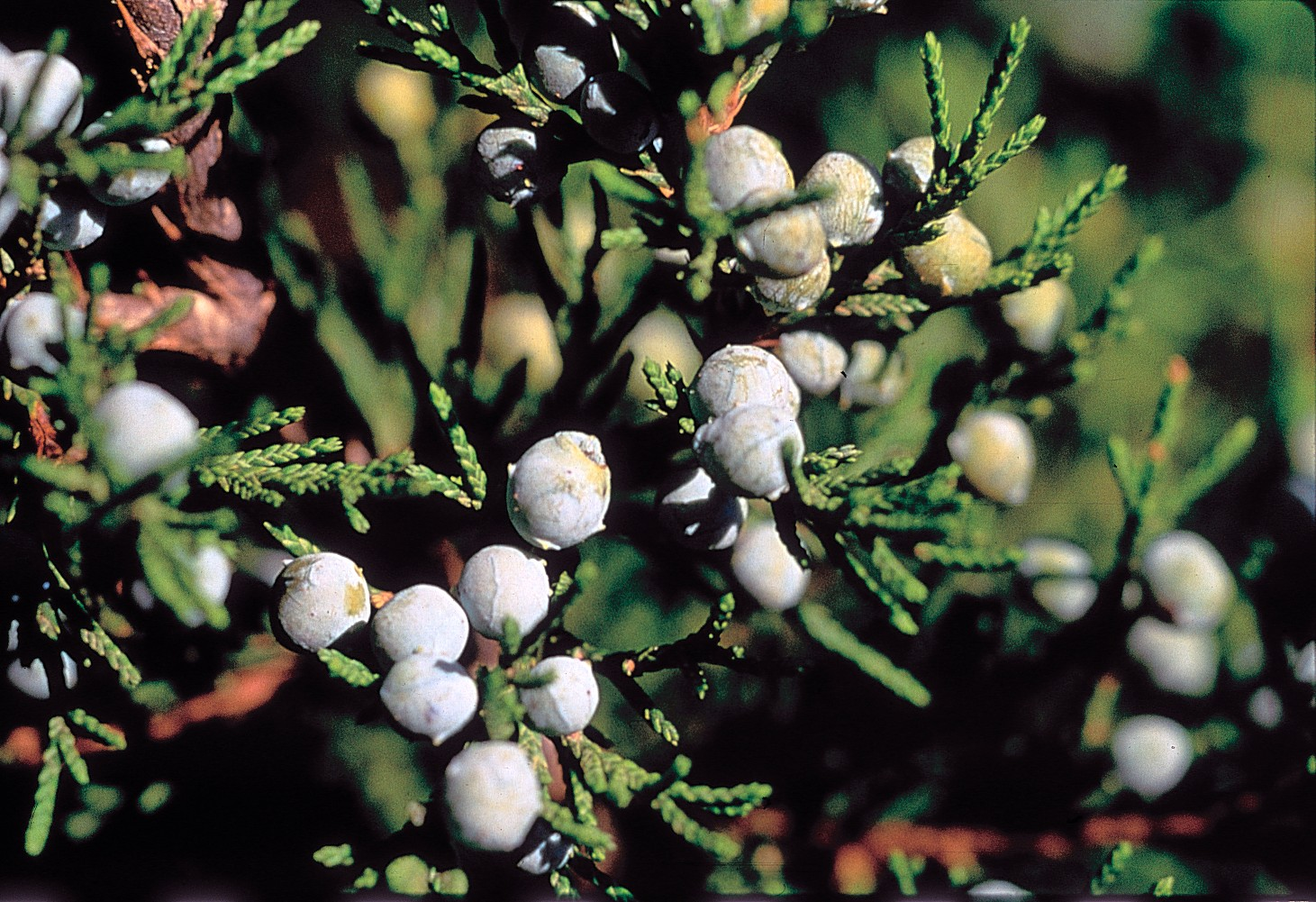
Sektion Sabina: Virginischer Wacholder (Juniperus virginiana)

Die Gattung Juniperus wurde durch Carl von Linné aufgestellt. Die Gattung gehört zur Unterfamilie Cupressoideae innerhalb der Familie Cupressaceae.
Die Gattung Wacholder (Juniperus) enthält etwa 50 bis 70 Arten. Die wissenschaftlichen Diskussionen über die Artenzahlen, die Rangzuordnungen nach Varietäten, Unterarten oder Formen werden teilweise kontrovers geführt. Untersuchungen auf DNA-Basis (RAPD und Genetischer Fingerabdruck – Fingerprinting) und bezüglich der Blattölzusammensetzung halten die Diskussion in Bewegung; auch in der Feldforschung gefundene neue Arten lassen die Taxonzahlen schwanken.
Hier wird meist und vorzugsweise den Ausführungen von Robert Phillip Adams gefolgt, der 2008 annähernd 70 Arten und 27 Varietäten anerkennt, aber die Kategorie Unterart nicht verwendet.
Die Gattung Juniperus s. l. wird in drei Sektionen eingeteilt, die in der Literatur manchmal auch als Untergattungen geführt werden:
- Sektion Caryocedrus Endl. (Syn.: Gattung Arceuthos Antoine): Sie enthält nur eine Art:[23]
  - Syrischer Wacholder[24] (Juniperus drupacea Labill.): Er kommt in Griechenland, in der Türkei, in Syrien im Libanon und in Israel vor. Am häufigsten kommt er im Taurusgebirge (Kilikischer Taurus) in der südlichen Türkei bis ins nördliche Syrien vor. In den anderen Gebieten ist er selten.[23]

- Sektion Juniperus (Syn.: Gattung Juniperus sect. Oxycedrus Spach): Mit zehn Arten:
  - Kurzblättriger Wacholder[24], auch Azoren-Wacholder genannt, (Juniperus brevifolia (Seub.) Antoine, Syn.: Juniperus oxycedrus var. brevifolia Seub.): Er kommt nur auf den Azoren vor.[23]
  - Zedern-Wacholder[24] (Juniperus cedrus Webb & Berthel.) auf den Kanarischen Inseln und auf Madeira.
  - Gemeiner Wacholder[24] oder Heide-Wacholder (Juniperus communis L.) mit sieben Varietäten:
    - Juniperus communis L. var. communis
    - Juniperus communis var. charlottensis R.P.Adams: Sie ist auf den kanadischen Queen-Charlotte-Inseln endemisch.
    - Kanadischer Wacholder[24] (Juniperus communis var. depressa Pursh) bzw. in manchen Quellen auch als homonyme Unterart (Juniperus communis subsp. depressa (Pursh) Franco) angegeben, ist in ganz Kanada und den USA verbreitet.
    - Juniperus communis var. jackii Rehder in Nordamerika.
    - Juniperus communis var. megistocarpa Fernald & H.St.John in Kanada.
    - Juniperus communis var. nipponica (Maxim.) E.H.Wilson in Japan.
    - Alpen-Wacholder,[24] auch Zwerg-Wacholder genannt (Juniperus communis var. saxatilis Pall., Syn.: Juniperus communis var. montana Aiton, Juniperus communis var. nana (Willd.) Baumg., Juniperus nana Willd.): Er ist in der nördlichen Hemisphäre weitverbreitet (von Europa über das westliche, zentrale, nördliche Asien bis in den Fernen Osten, weiters im westlichen Teil Nordamerikas und in Grönland).

  - Juniperus deltoides R.P.Adams: Die Heimat liegt ab Italien im östlichen Mittelmeerraum und weiter bis zum Iran.
  - Formosa-Wacholder (Juniperus formosana Hayata, Syn.: Juniperus taxifolia Parl. non Hook., Juniperus mairei Lemée et Lev., Juniperus formosana var. mairei (Lemée et Lev.) R.P.Adams et C.F.Hsieh, Juniperus formosana var. concolor Hayata, Juniperus formosana var. sinica Nakai, Juniperus chekiangensis Nakai): Sie ist in China und Taiwan verbreitet.[23]
  - Juniperus macrocarpa Sm.: Er ist entlang der Mittelmeer- und Schwarzmeerküsten in Nordafrika, Europa und Kleinasien beheimatet.
  - Juniperus navicularis Gand. ist nur in Portugal beheimatet.
  - Stech-Wacholder[24] (Juniperus oxycedrus L.): Er ist im Mittelmeerraum westlich von Italien heimisch.
  - Igel-Wacholder oder Nadel-Wacholder (Juniperus rigida Siebold & Zucc.): Das natürliche Verbreitungsgebiet liegt in Ostasien mit China, Korea, im südöstlichen Russland sowie in Japan.
  - Luchu-Wacholder (Juniperus taxifolia Hook. & Arn., Syn.: Juniperus lutchuensis Koidz.): Dieser Endemit kommt nur auf den japanischen Ogasawara-Inseln vor und gedeiht von der Küste bis in Höhenlagen von 300 Metern an sonnigen, steinigen Standorten.[23]

- Sektion Sabina Spach (Syn.: Gattung Sabina Mill.): Mit etwa 56 Arten:
  - Juniperus angosturana R.P.Adams (Syn.: Juniperus monosperma var. gracilis Martínez): Sie gedeiht in Höhenlagen von 1100 bis 2140 Metern in der Sierra Madre Oriental in den mexikanischen Bundesstaaten Coahuila, Hidalgo, Nuevo León, San Luis Potosí sowie Tamaulipas.[23]
  - Juniperus arizonica R.P.Adams (Syn.: Juniperus coahuilensis var. arizonica R.P.Adams): Den Rang einer Art hat sie 2006 erhalten. Sie kommt an voneinander isolierten Standorten in den südwestlichen US-Bundesstaaten in Arizona sowie New Mexico und in den nördlichen mexikanischen Bundesstaaten Chihuahua sowie Sonora vor. Sie gedeiht in Höhenlagen von 980 bis 1600, selten bis zu 2200 Metern.[23]
  - Ashes Wacholder[24] (Juniperus ashei J.Buchholz, Syn.: Juniperus sabinoides (Kunth) Nees non Griseb., Juniperus sabinoides Sarg. non Griseb., Juniperus occidentalis var. texana Vasey, Juniperus occidentalis var. conjugens Engelm., Juniperus tetragona var. oligosperma Engelm.): Es gibt zwei Varietäten:[23]
    - Juniperus ashei J.Buchholz var. ashei: Sie kommt in den US-Bundesstaaten Arkansas, Missouri (in den Ozark Bergen), Oklahoma, Texas (nur auf dem Edwards Plateau) und im mexikanischen Bundesstaat Coahuila vor. Hauptsächlich kommt sie Oklahoma, Arkansas und in den Ozark Bergen vor.[23]
    - Juniperus ashei var. ovata R.P.Adams: Sie wurde 2007 erstbeschrieben.[25] Sie kommt hauptsächlich in Coahuila and im westlichen Texas vor.[23]

  - Karibischer Wacholder[24] (Juniperus barbadensis L.): Es gibt zwei Varietäten:[23]
    - Juniperus barbadensis L. var. barbadensis (Syn.: Juniperus virginiana var. barbadensis (L.) Gordon): Dieser Endemit kommt nur auf der karibischen Insel St. Lucia (Petit Piton) vor.[23]
    - Juniperus barbadensis var. lucayana (Britton) R.P.Adams (Syn.: Juniperus virginiana var. australis Endl., Juniperus lucayana Britton, Juniperus australis (Endl.) Pilg.): Sie kommt nur auf den Großen Antillen auf Hispaniola, Jamaika und in Kuba nur in der Sierra de Nipe und auf der Isla de la Juventud vor.[23]

  - Bermuda-Wacholder[24] (Juniperus bermudiana L., Syn.: Juniperus oppositifolia Moench, Juniperus pyramidalis Salisb., Juniperus virginiana var. bermudiana (L.) Vasey): Dieser gefährdete Endemit kommt nur auf den Bermuda-Inseln vor.[23] Er soll auf der südatlantischen Insel St. Helena ein Neophyt sein.[23]
  - Juniperus blancoi Martínez: Seit 2006 gibt es drei Varietäten:[23]
    - Juniperus blancoi Martínez var. blancoi:[20] Sie kommt in den mexikanischen Bundesstaaten Durango, México, Michoacán sowie Tlaxcala vor. Einige der Fundorte sind vielleicht durch Aussamen gepflanzter Exemplare entstanden.[23]
    - Juniperus blancoi var. huehuentensis R.P.Adams et al.[26]: Sie wurde 2006 erstbeschrieben. Dieser Endemit ist nur aus dem Gebiet um dem Gipfel des Cerro Huehuento, südlich von Huachichiles im mexikanischen Bundesstaat Durango bekannt. Sie gedeiht auf Felsen und sehr dünnen Substratansammlungen in Höhenlagen von 3150 bis 3270 Metern.[23]
    - Juniperus blancoi var. mucronata (R.P.Adams) Farjon (Syn.: Juniperus mucronata R.P.Adams): Dieser Endemit ist nur aus dem Gebiet Maicoba/Yecora bekannt, in der Nähe der Grenze der mexikanischen Bundesstaaten Sonora sowie Chihuahua. Sie gedeiht an Hängen 30 bis 60 Meter über dem Fluss Maicoba und benachbarter Fließgewässer über Basaltgestein.[23]

  - Kalifornischer Wacholder[24] (Juniperus californica Carrière, Juniperus pyriformis Lindl., Juniperus cerrosianus Kellogg, Juniperus cedrosiana Kellogg, Juniperus occidentalis Hook.): Er kommt in den südwestlichen US-Bundesstaaten südliches Nevada, Kalifornien sowie nördliches Arizona und im mexikanischen Bundesstaat Baja California Norte sowie ihre vorgelagerten Inseln Isla de Cedros sowie Isla Guadalupe.[23]
  - Chinesischer Wacholder[24] (Juniperus chinensis L.): Je nach Autor gibt es zwei bis vier Varietäten:[23]
    - Juniperus chinensis L. var. chinensis (Syn.: Juniperus sinensis J.F.Gmel. orth. var., Juniperus barbadensis Thunb., Juniperus cabiancae Vis., Juniperus cernua Roxb., Juniperus dimorpha Roxb., Juniperus erectopatens (W.C.Cheng & L.K.Fu) R.P.Adams, Juniperus flagelliformis Loudon, Juniperus fortunei Carrière, Juniperus gaussenii W.C.Cheng, Juniperus jacobii Beissn., Juniperus keteleeri (Beissn.) Prop.-Giesel., Juniperus neaboriensis A.H.Kent, Juniperus reevesiana Endl., Juniperus sphaerica Lindl., Juniperus shepherdii Beissn., Juniperus sheppardii (A.H.Kent) Melle, Juniperus struthiacea Knight, Juniperus thunbergii Hook. & Arn., Juniperus virginica Thunb., Juniperus japonica var. pyramidalis Carrière, Juniperus japonica var. variegata Carrière, Juniperus virginiana var. keteleeri (Beissn.) Rehder, Juniperus sabina var. erectopatens (W.C.Cheng & L.K.Fu) Y.F.Yu & L.K.Fu, Juniperus chinensis var. aurea M.Young, Juniperus chinensis var. aureoglobosa Rehder, Juniperus chinensis var. corneyanus (Antoine) Gordon & Glend., Juniperus chinensis var. foemina Lavallée, Juniperus chinensis var. gaussenii (W.C.Cheng) Silba, Juniperus chinensis var. glauca (Slavin) L.H.Bailey, Juniperus chinensis var. globosa Hornibr., Juniperus chinensis var. horizontalis Nakai, Juniperus chinensis var. japonica Siebold, Juniperus chinensis var. keteleeri Beissn., Juniperus chinensis var. leeana Lavallée, Juniperus chinensis var. mas Gordon & Glend., Juniperus chinensis var. mascula Lavallée, Juniperus chinensis var. pendula Franch., Juniperus chinensis var. plumosa Hornibr., Juniperus chinensis var. sheppardii (A.H.Kent) Hornibr., Juniperus chinensis var. smithii Loudon, Juniperus chinensis var. torulosa Eastw., Juniperus chinensis var. variegata Maxwell): Sie ist in Japan, Korea, Myanmar, in der Inneren Mongolei und in den chinesischen Provinzen Anhui, Fujian, südliches Gansu, Guangdong, nördliches Guangxi, Guizhou, Hebei, Henan, westliches Hubei, Hunan, Jiangsu, Jiangxi, südliches Shaanxi, Shandong, Shanxi, Sichuan, Yunnan sowie Zhejiang verbreitet.[27]
    - Juniperus chinensis var. sargentii A.Henry (Syn.: Juniperus procumbens Sarg. nom. illeg., Juniperus sargentii (A.Henry) Takeda ex Nakai, Juniperus chinensis subsp. sargentii (A.Henry) Silba, Juniperus sargentii var. coeruleum Pshenn., Juniperus sargentii var. cyanus Pshenn.): Sie kommt in Japan, im östlichen Russland (nur in Sachalin sowie auf den Südlichen Kurilen) und in der chinesischen Provinz Heilongjiang vor.[27][23]
    - Juniperus chinensis var. tsukusiensis (Masamune) Masamune (Syn.: Juniperus tsukusiensis Masamune, Juniperus sargentii sensu Sasaki, Juniperus chinensis var. sargentii Sasaki non Henry): Sie kommt nur auf der südlichen japanischen Insel Yakushima und im Landkreis Hualien im östlichen Taiwan vor.[27][23] Sie wird 2011 als eigenen Art Juniperus tsukusiensis Masamune angesehen.[28]

  - Rotbeeren-Wacholder (Juniperus coahuilensis (Martínez) Gaussen): Sie kommt nur im US-Bundesstaat Texas und im mexikanischen Bundesstaat Coahuila vor.[23]
  - Juniperus comitana Martínez: Sie kommt in den mexikanischen Bundesstaaten Chiapas sowie Hidalgo und in Guatemala in Baja Verapaz, Huehuetenango sowie Zacapa vor. Sie gedeiht in Höhenlagen von 1300 bis 1775, selten bis zu 2300 Metern.[23]
  - Mekong-Wacholder (Juniperus convallium Rehder & E.H.Wilson): Es gibt zwei Varietäten:[27][23]
    - Juniperus convallium Rehder & E.H.Wilson var. convallium (Syn.: Juniperus mekongensis Kom., Juniperus ramulosa Florin): Sie gedeiht auf hohen Bergen in Höhenlagen von 2200 bis 4300 Metern im östlichen Tibet und in den chinesischen Provinzen südliches Qinghai sowie nordwestliches Sichuan.[27][23]
    - Juniperus convallium var. microsperma (W.C.Cheng & L.K.Fu) Silba (Syn.: Juniperus microsperma (W.C.Cheng et L.K.Fu) R.P.Adams): Sie gedeiht auf hohen Bergen in Höhenlagen von 3200 bis 4000 Metern nur im östlichen Tibet.[27][23]

  - Alligator-Wacholder (Juniperus deppeana Steudel): Nach Adams und Schwarzbach 2006 gibt es vier Varietäten:[23]
    - Juniperus deppeana Steudel var. deppeana (Syn.: Juniperus thurifera Spach nom. illeg., Juniperus foetida Spach, Juniperus foetida var. multicaulis Spach, Juniperus gigantea Roezl, Juniperus pachyphlaea Torr., Juniperus deppeana subsp. pachyphlaea (Torr.) Silba, Juniperus deppeana subsp. sperryi (Correll) A.E.Murray, Juniperus deppeana var. pachyphlaea (Torr.) Martínez, Juniperus deppeana var. sperryi Correll, Juniperus deppeana f. sperryi (Correll) R.P.Adams, Juniperus deppeana f. elongata R.Adams): Sie ist von den südlichen US-Bundesstaaten Arizona sowie westliches Texas bis Mexiko verbreitet.[29] Innerhalb dieser Varietät wurden drei Formen beschrieben, die nicht von allen Autoren anerkannt werden.
    - Juniperus deppeana var. gamboana (Martínez) R.P.Adams: Sie gilt bei manchen Autoren als Art Juniperus gamboana und kommt von Mexiko bis Guatemala vor.
    - Juniperus deppeana var. patoniana (Martínez) Zanoni (Syn.: Juniperus patoniana Martínez, Juniperus deppeana subsp. patoniana (Martínez) Silba, Juniperus deppeana var. obscura (Martínez) Gaussen, Juniperus patoniana f. obscura Martínez): Sie kommt nur im mexikanischen Bundesstaat Durango vor.[29]
    - Juniperus deppeana var. robusta Martínez: Sie gedeiht in Mexiko nur in der Sierra Madre Occidental.[29]

  - Juniperus durangensis Martínez: Sie gedeiht in Höhenlagen von 1600 bis 2900 Metern in den mexikanischen Bundesstaaten Aguascalientes, Chihuahua, Durango, Jalisco, Sonora sowie Zacatecas.[23]
  - Griechischer Wacholder[24] (Juniperus excelsa M.Bieb., Syn.: Juniperus olivieri Carr., Juniperus isophyllos K.Koch, Juniperus taurica (Pall.) Lipsky non Lindl., Juniperus sabina var. taurica Pall., Juniperus sabina var. excelsa (M.-Bieb.) Georgi, Juniperus foetida var. excelsa (M.-Bieb.) Spach, Juniperus excelsa var. depressa O.Schwarz): Sie ist vom östlichen Mittelmeerraum über die Schwarzmeerregion und die Kaukasusregion bis zum iranischen Elburs-Gebirge verbreitet.[23] Der bei manchen Quellen als Unterart behandelte Juniperus excelsa subsp. polycarpos (K.Koch) Takht. wird hier als Art Juniperus polycarpos geführt.
  - Mexikanischer Wacholder[24] (Juniperus flaccida Schltdl.): Seit 2015 gibt es keine Varietäten mehr[30][23]: Er kommt im US-Bundesstaat Texas (dort nur im südwestlichsten Teil) und in weiten Teilen Mexikos vor.[30][23]
  - Stinkender Wacholder[24] (Juniperus foetidissima Willd., Syn.: Juniperus phoenicea Pall. non L., Juniperus sabinoides Grisebach, Juniperus foetida var. squarrulosa Spach, Juniperus foetidissima var. pindicola Formanek): Sie kommt von Albanien, Nordmazedonien bis Griechenland (bis zum Peloponnes, Berg Athos, auf Thásos), auf Zypern im Libanon, über den asiatischen Teil der Türkei (aber nur selten auf dem Zentralplateau) und im südöstlichen Kaukasusraum bis zur Küste des Kaspischen Meeres in Aserbaidschan und entlang der Küste des schwarzen Meeres in der Nähe von Novorossiysk und auf der Krim vor.[23]
  - Juniperus gracilior Pilg.: Es gibt drei Varietäten auf der karibischen Insel Hispaniola:[23]
    - Juniperus gracilior Pilg. var. gracilior: Dieser Endemit kommt in der Dominikanischen Republik nur in der Nähe von Costanza und dem Dorf Yaque vor.
    - Juniperus gracilior var. ekmanii (Florin) R.P.Adams (Syn: Juniperus ekmanii Florin): Dieser Endemit kommt in Haiti nur auf dem Pic la Selle sowie Morne la Visite vor.[23]
    - Juniperus gracilior var. urbaniana (Pilg. & Ekman) R.P.Adams (Syn.: Juniperus urbaniana Pilg. & Ekman, Juniperus barbadensis var. urbaniana (Pilg. & Ekman) Silba, Juniperus barbadensis subsp. urbaniana (Pilg. et Ekman) Borhidi): Dieser Endemit kommt in Haiti nur auf dem Pic la Selle vor.[23]

  - Juniperus grandis R.P.Adams (Syn.: Juniperus occidentalis subsp. australis Vasek, Juniperus occidentalis var. australis (Vasek) A.H.Holmgren & N.H.Holmgren): Sie wurde 2006 erstbeschrieben und kommt in den südwestlichen US-Bundesstaaten westliches Nevada sowie Arizona vor.
  - Kriech-Wacholder (Juniperus horizontalis Moench, Syn.: Juniperus horizontalis var. douglasii hort., Juniperus horizontalis var. variegata Beissner): Sie ist in sämtlichen Regionen Kanadas und in nördlich gelegenen US-Bundesstaaten Alaska, Montana, Wyoming, Nebraska, South Dakota, North Dakota, Minnesota, Iowa, Illinois, Wisconsin, Michigan, New York, Vermont, Massachusetts, New Hampshire sowie Maine weitverbreitet.[23]
  - Schwarzer Wacholder (Juniperus indica Berthel.): Es gibt seit 2005 zwei Varietäten im Himalaya:[23]
    - Juniperus indica Berthel. var. indica (Syn.: Juniperus wallichiana Hook. f. et Thomson)[23]: Sie kommt in nördlichen Pakistan, Nepal sowie nordwestlichen Yunnan vor.
    - Juniperus indica var. caespitosa Farjon: Sie wurde 2005 erstbeschrieben und kommt im südlichen Tibet, Bhutan sowie Nepal vor.[23]

  - Jalisco-Wacholder (Juniperus jaliscana Martínez): Sie kommt nur in den mexikanischen Bundesstaaten südliches Durango sowie nordwestliches Jalisco vor.[23]
  - Juniperus komarovii Florin (Syn.: Juniperus glaucescens Florin): Sie kommt in den chinesischen Provinzen südliches Qinghai sowie nordwestliches Sichuan und in Russland um den Ussuri.[23]
  - Juniperus maritima R.P.Adams: Sie kommt nur an den Küsten rund um den Puget Sound von Whidbey Island bis Lesqueti Island und den angrenzenden Küsten von Vancouver Island im westlichen Nordamerika im kanadischen British Columbia sowie im US-Bundesstaat Washington vor. Sie gedeiht bis auf eine Ausnahme, einer Düne, nur auf küstennahen Felsen.[23]
  - Juniperus martinezii Pérez de la Rosa (Syn.: Juniperus flaccida var. martinezii (Pérez de la Rosa) Silba, Juniperus flaccida subsp. martinezii (Pérez de la Rosa) Silba): Seit Adams und Schwarzbach 2015 gibt es keine Subtaxa mehr. Dieser Endemit kommt nur in der Sierra Cuatralba im mexikanischen Bundesstaat Jalisco vor.[30]
  - Einsamiger Wacholder[24] (Juniperus monosperma (Engelm.) Sarg., Juniperus occidentalis var. monosperma Engelm., Juniperus occidentalis var. gymnocarpa Lemmon, Juniperus californica var. monosperma (Engelm.) Lemmon, Juniperus mexicana var. monosperma (Engelm.) Cory, Juniperus gymnocarpa (Lemmon) Cory): Sie kommt in den US-Staaten Arizona, Colorado, New Mexico, Oklahoma sowie Texas und in den angrenzenden mexikanischen Bundesstaaten nördliches Sonora sowie Chihuahua vor.[23]
  - Berg-Wacholder[24] (Juniperus monticola Martínez, Syn.: Juniperus mexicana Spreng. nom. superfl.,Juniperus tetragona Schltdl. nom. illeg., Juniperus sabinoides (Kunth) Nees nom. illeg., Juniperus sabinoides Humb. ex Lindl. & Gordon nom. illeg., Juniperus monticola subsp. orizabensis (Martínez) Silba, Juniperus monticola f. orizabensis Martínez): Es wurden Formen beschrieben, diese werden von einigen Autoren nicht anerkannt. Er ist in Mexiko verbreitet.
  - Juniperus morrisonicola Hayata: Dieser Endemit gedeiht nur in der zentralen Bergkette in Höhenlagen oberhalb von 3000 Metern in Taiwan. Sie wurde vor 2000 als Varietät Juniperus squamata var. morrisonicola (Hayata) Li & Keng betrachtet. Ihre Eigenständigkeit wurde durch molekulargenetische und phytochemische Untersuchungen erkannt.[31]
  - Westlicher Wacholder (Juniperus occidentalis Hook., Syn.: Juniperus andina Nutt., Juniperus pseudocupressus Dieck): Er kommt in westlichen US-Bundesstaaten vor.
  - Utah-Wacholder (Juniperus osteosperma (Torr.) Little): Er kommt in westlichen US-Bundesstaaten vor.
  - Phönizischer Wacholder[24] (Juniperus phoenicea L.): Mit zwei Varietäten, die in verschiedenen Quellen auch als Unterarten genannt werden:
    - Juniperus phoenicea L. var. phoenicea in Portugal, an den Küsten der Mittelmeerregion, auf der Balkanhalbinsel, der Türkei, in Saudi-Arabien und in Israel. Auch in den südlich des Mittelmeeres gelegenen Staaten Nordafrikas ist die Varietät anzutreffen.
    - Juniperus phoenicea var. turbinata (Guss.) Parl. von den atlantischen Inseln Madeira und den Kanaren über die Küstenregionen Frankreichs, weiters in Italien, Griechenland und auf den Inseln der Mittelmeerraumes und im westlichen Nordafrika.

  - Texas-Wacholder (Juniperus pinchotii Sudw.): Er kommt in südlichen US-Bundesstaaten und im nördlichen Mexiko vor.
  - Juniperus pingii W.C.Cheng: Es gibt vier Varietäten:[20]
    - Juniperus pingii W.C.Cheng var. pingii: Sie gedeiht in Wäldern an Berghängen in Höhenlagen von 2600 bis 3800 Metern in den chinesischen Provinzen südwestliches Sichuan sowie nordwestliches Yunnan.[27]
    - Juniperus pingii var. chengii (L.K.Fu & Y.F.Yu) Farjon (Syn.: Juniperus chengii L.K.Fu & Y.F.Yu[27]): Sie wurde 1998 als Art erstbeschrieben[27] und hat den Rang einer Varietät seit 2005. Dieser Endemit kommt nur in der chinesischen Provinz nordwestlichen Yunnan vor.[20]
    - Juniperus pingii var. miehei Farjon: Sie wurde 2005 aus dem südlichen Tibet erstbeschrieben.[20]
    - Juniperus pingii var. wilsonii (Rehder) Silba (Syn.: Juniperus squamata subsp. wilsonii (Rehder) Silba, Juniperus squamata var. wilsonii (Rehder) R.P.Adams, Juniperus wallichiana var. loderi Hornibr., Juniperus squamata var. loderi (Hornibr.) Hornibr. ex F.J.Chittenden, Juniperus pingii var. carinata Y.F.Yu & L.K.Fu, Juniperus carinata (Y.F.Yu & L.K.Fu) R.P.Adams): Sie kommt in Tibet und in den chinesischen Provinzen südliches Gansu, nordwestliches Hubei, südliches Qinghai, südliches Shaanxi, Sichuan sowie Yunnan.[27][20]

  - Persischer Wacholder[24] (Juniperus polycarpos K.Koch)[32]: Mit drei Varietäten in einem weiten Verbreitungsgebiet vom Oman auf der Arabischen Halbinsel über Vorderasien und die Kaukasusregion in Gebiete Zentralasiens und im Norden des Indischen Subkontinents.
    - Juniperus polycarpos K.Koch var. polycarpos
    - Juniperus polycarpos var. seravschanica Kom.
    - Juniperus polycarpos var. turcomanica (B.Fedtsch.) R.P.Adams

  - Juniperus poblana (Martínez) R.P.Adams (Syn.: Juniperus flaccida var. poblana Martínez): Diese Neukombination erfolgte 2006. Seit 2015 gibt es zwei Varietäten:[30]
    - Juniperus poblana var. decurrens R.P.Adams[30]
    - Juniperus poblana (Martínez) R.P.Adams var. poblana[30]

  - Ostafrikanischer Wacholder (Juniperus procera Hochst. ex Endl.): Er kommt in Ostafrika und in den Bergen Jemens und Saudi-Arabiens entlang des Roten Meeres vor.
  - Kriechender Wacholder[24] (Juniperus procumbens (Siebold ex Endl.) Miq.): Er kommt nur auf den japanischen Bonininseln und auf Kyūshū vor.
  - Juniperus przewalskii Kom.: Er kommt in den chinesischen Provinzen Gansu, Qinghai und Sichuan vor.
  - Juniperus pseudosabina Fisch. & C.A.Mey. ist eine in Asien weit verbreitete Art vom südlichen Sibirien über Gebiete Zentralasiens und des nordwestchinesischen Uigurischen Autonomen Gebiets Xinjiang bis nach Pakistan und Afghanistan.
  - Hänge-Wacholder[24] (Juniperus recurva Buch.-Ham., Syn.: Juniperus butanensis Wender., Juniperus canescens Wall. ex Gordon & Glend., Juniperus incurva Buch.-Ham. ex Endl., Juniperus lambertiana Wall. ex Endl., Juniperus lorulasi K.Koch, Juniperus nepalensis Rinz. ex Gordon & Glend., Juniperus procumbens Siebold ex Lindl., Juniperus religiosa Royle, Juniperus repanda Carrière, Juniperus squamosa Buch.-Ham. ex Wall. nom. nud., Juniperus uncinata (R.P.Adams) R.P.Adams, Juniperus uvifera Loudon, Juniperus recurva var. tenuifolia Spach, Juniperus recurva var. typica Patschke, Juniperus recurva var. uncinata R.P.Adams[33]): Es gibt zwei Varietäten:[27][23][34]
    - Juniperus recurva var. coxii (A.B.Jacks.) Melville (Syn.: Juniperus coxii A.B.Jacks.):[34] Sie kommt im Himalaja in Bhutan, Sikkim, im nördlichen Myanmar, südöstlichen Tibet und im nordwestlichen Yunnan vor.[27][23]
    - Juniperus recurva Buch.-Ham. var. recurva: Sie kommt im Himalaja in Nepal, Bhutan, Sikkim, in nördlichen indischen Bundesstaaten Arunachal Pradesh sowie Kumaun, in Kaschmir, Pakistan, Afghanistan, im südöstlichen Tibet und im nordwestlichen Yunnan vor.[27][23]

  - Sadebaum[24] (Juniperus sabina L.): Seit 2005 gibt es vier Varietäten:
    - Juniperus sabina L. var. sabina ist eine weit verbreitete Art, die neben Afrika und dem Großteil Europas auch in vielen Regionen Asiens anzutreffen ist.
    - Juniperus sabina var. arenaria (E.H.Wilson) Farjon in der Mongolei und einigen nördlich gelegenen Provinzen Chinas.
    - Juniperus sabina var. davurica (Pall.) Farjon[35] (Syn.: Juniperus davurica Pall.[27]): Sie hat seit 2005 den Rang einer Varietät. Sie ist in Sibirien, im südöstlichen Russland, im nordöstlichen China und in der nördlichen Mongolei verbreitet.[20]
    - Juniperus sabina var. mongolensis R.P.Adams in der Mongolei.

  - Juniperus saltillensis M.T.Hall[36] in vorwiegend nördlich gelegenen Bundesstaaten Mexikos.
  - Sichuan-Wacholder (Juniperus saltuaria Rehder & E.H.Wilson) verbreitet in den chinesischen Provinzen Gansu, Qinghai, Sichuan und Yunnan sowie dem Autonomen Gebiet Tibet.
  - Juniperus saxicola Britton & P.Wilson: Sie ist ein Lokalendemit in der kubanischen Sierra Maestra in Höhenlagen von 1600 bis 1700 Metern.
  - Rocky-Mountain-Wacholder oder Felsengebirgs-Wacholder (Juniperus scopulorum Sarg.) in einem breiten Streifen entlang der Rocky Mountains von Kanada über die Vereinigten Staaten von Amerika bis nach Nordmexiko.
  - Halbkugeliger Wacholder (Juniperus semiglobosa Regel): Es gibt seit 2012 zwei Varietäten:[37]
    - Juniperus semiglobosa var. jarkendensis (Kom.) R.P.Adams (Syn.: Juniperus jarkendensis Kom.,[28] Juniperus sabina var. jarkendensis (Kom.) Silba): Diese Neukombination erfolgte 2012.[37] Sie kommt im nordwestchinesischen Uigurischen Autonomen Gebiet Xinjiang vor.
    - Juniperus semiglobosa Regel var. semiglobosa (Syn.: Juniperus talassica Lipsky, Juniperus shugnanica Kom., Juniperus excelsa auct. non M.-Bieb, Juniperus macropoda auct. non Boiss): Sie gedeiht im Hochgebirge im westlichen Zentralasien (Kirgisistan, Kasachstan, Usbekistan, Tadschikistan), Hindu Kush im nordöstlichen Afghanistan und entlang des Karakorums bis Kaschmir in Pakistan und im nordwestlichen Himalaja in Indien bis Garhwal.[23]

  - Beschuppter Wacholder[24] (Juniperus squamata Buch.-Ham.) mit vier Varietäten in weiten Teilen Zentralasiens, in Ostasien, in nördlichsten Teilen Südasiens und auch im südostasiatischen Myanmar.
    - Juniperus squamata Buch.-Ham. var. squamata
    - Juniperus squamata var. fargesii Rehder & E.H.Wilson
    - Juniperus squamata var. hongxiensis Y.F.Yu & L.K.Fu
    - Juniperus squamata var. parviflora Y.F.Yu & L.K.Fu

  - Juniperus standleyi Steyerm. im Hochland von Guatemala und in Mexiko.
  - Spanischer Wacholder[24] (Juniperus thurifera L.) in Spanien, Frankreich, Marokko und Algerien:
    - Juniperus thurifera L. var. thurifera
    - Juniperus thurifera var. africana  Maire wird von anderen Quellen lediglich als Synonym für Juniperus thurifera L. geführt.[38]

  - Tibet-Wacholder[24] (Juniperus tibetica Kom.): Er kommt in den chinesischen Provinzen Gansu, Qinghai, Sichuan und im Autonomen Gebiet Tibet vor.
  - Virginischer Wacholder (Juniperus virginiana L.): Es gibt zwei Varietäten:
    - Juniperus virginiana L. var. virginiana in östlichen Regionen Kanadas und der USA.
    - Juniperus virginiana var. silicicola (Small) A.E.Murray in den USA nur in den südöstlichen Bundesstaaten Florida, Georgia, South Carolina und North Carolina.

  - Juniperus zanonii R.P.Adams (Syn.: Juniperus compacta (Martínez) R.P.Adams, Juniperus monticola subsp. compacta (Martínez) Silba, Juniperus monticola f. compacta Martínez): Dieser Endemit kommt nur im nördlichen mexikanischen Bundesstaat Nuevo León vor.[39]

Die Sektion Sabina wird gelegentlich auch als eigenständige Gattung angesehen; manche Botaniker nehmen an, dass die Arten dieser Sektion/Gattung eine eigenständige Entwicklung mit einem anderen stammesgeschichtlichen Ursprung darstellen.

## Gefährdung und Schutzmaßnahmen
Obwohl die Wacholder-Arten generell gut angepasst und auch weit verbreitet sind, gibt es dennoch viele Arten, die die Weltnaturschutzunion IUCN in der Roten Liste gefährdeter Arten führt, aber als „nicht gefährdet“ (Least Concern) bezeichnet. Von insgesamt 55 gelisteten Arten werden 13 Arten mit einer Gefährdungskategorie versehen. Das sind ausschließlich Arten, die auf karibischen sowie den atlantischen Inseln der Azoren und der Kanaren oder in Mexiko und Guatemala beheimatet sind:
- Zwei Arten (Bermuda-Wacholder und Juniperus saxicola) werden als „vom Aussterben bedroht“ (Critically Endangered) bezeichnet.
- Sieben Arten werden als „stark gefährdet“ (Endangered) gelistet.
- Vier Arten werden als „gefährdet“ (Vulnerable) angeführt.

Ursachen der Bedrohung sind in vielen Fällen andauernde Abholzung und Überweidung.
In der Roten Liste der Schweiz werden der Gemeine Wacholder Juniperus communis s. str., Juniperus communis subsp. nana als Synonym für den Alpen-Wacholder oder Zwerg-Wacholder Juniperus communis var. saxatilis und der Sadebaum Juniperus sabina aufgelistet und als nicht gefährdet (LC) bezeichnet.
Auf europäischer Ebene wurde mit der Berner Konvention Appendix I des Europarats der Kurzblättrige Wacholder oder auch Azoren-Wacholder (Juniperus brevifolia) als streng geschützte Wildpflanze ausgewiesen.
Mit der Fauna-Flora-Habitat-Richtlinie Nr. 92/43/EWG in der aktualisierten Fassung vom 1. Januar 2007 der Europäischen Union (FFH-RL) Anhang 1 werden Schutzgebietausweisungen für folgende Lebensraumtypen (LRT), denen Wacholder-Arten angehören, gefordert:
- Mediterrane Küstendünen mit Wacholder-Arten Juniperus spp. (LRT 2250) – die Inschutzstellung dieser Lebensräume wird als prioritär durchzuführen gefordert
- Formationen des Gemeinen Wacholders Juniperus communis auf Heiden und Kalkrasen (LRT 5130)
- Baumförmige Hartlaubgebüsche (Matorrals) mit Wacholder-Arten Juniperus spp. (LRT 5210)
- Endemische Wälder mit Wacholder-Arten Juniperus spp. (LRT 9560) – die Inschutzstellung dieser Lebensräume wird als prioritäre Angelegenheit angesehen

In der Bundesrepublik Deutschland wird der Zedern-Wacholder Juniperus cedrus in der Bundesartenschutzverordnung (BArtSchV) durch Ausweisung als streng geschützte Art unter Schutz gestellt.
Auf dem Nordamerikanischen Kontinent führt die USA über verschiedene Bundesstaaten acht Wacholder-Arten als gefährdete und zu schützende Arten an.

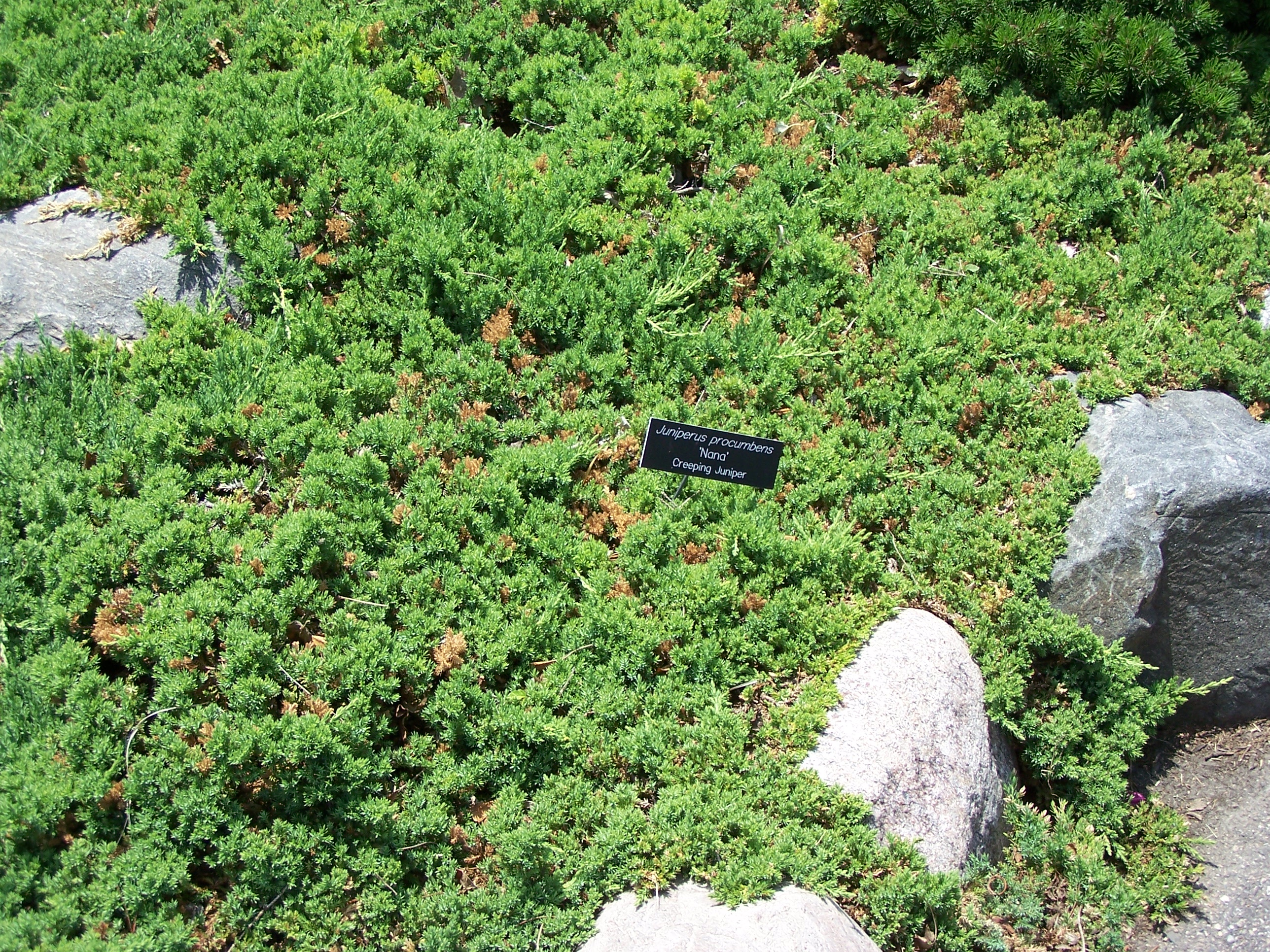
Die Sorte Juniperus procumbens ‘Nana’

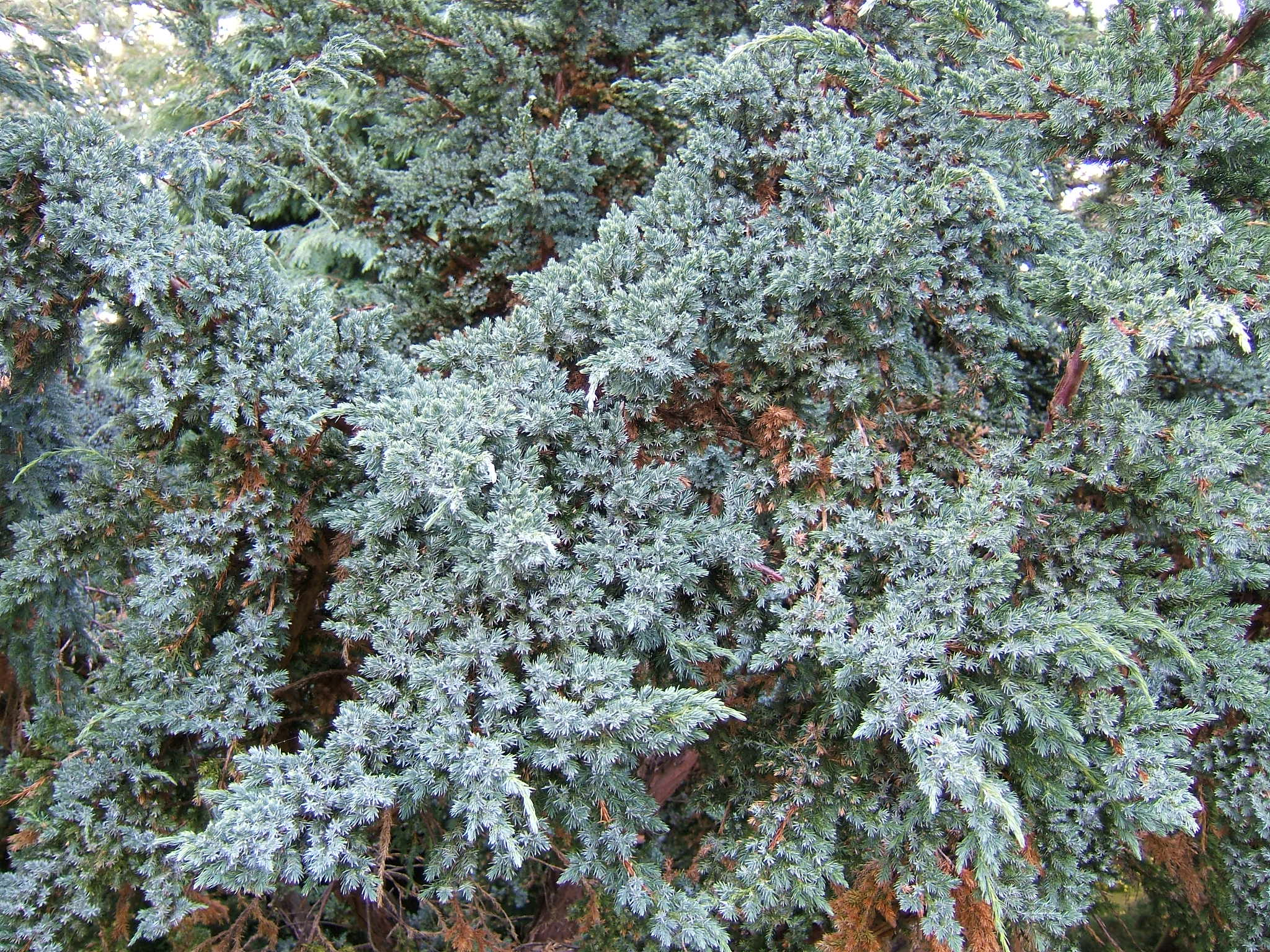
Die Sorte Juniperus squamata ‘Meyeri’

## Nutzung

### Arzneiliche und medizinische Verwendung
Die Verwendung von Wacholder als Heilpflanze ist schon aus Zeiten um 1550 v. Chr. überliefert. So im ägyptischen Papyrus Ebers, worin Wacholderbeeren als Abführmittel empfohlen werden. Innerlich kann Wacholder bei Verdauungsbeschwerden (dyspeptische Beschwerden) wie beispielsweise Magen-Darm-Krämpfen, Völlegefühl und Blähungen sowie Sodbrennen eingesetzt werden. In der äußerlichen Anwendung wird Wacholder in der Rheuma- und Gicht-Therapie traditionell eingesetzt.
Die durchblutungsfördernde Wirkung kann auch die Ausscheidung von Primärharn steigern, sodass auch der Einsatz als Diuretikum monographisch erfasst ist, wofür jedoch im Gegensatz zur Verwendung bei Verdauungsbeschwerden keine Arzneimittelzulassung erteilt ist.
In aktueller Forschung wurde festgestellt, dass Wacholderauszüge in Laborversuchen signifikante „Anti-Tumor-Wirkung“ auf Glioblastome und Kolontumore hatten.

### Zierpflanze
Viele Sorten einiger Juniperus-Arten werden in Gärten und in Park- sowie Friedhofsanlagen als Zierpflanzen verwendet. Es handelt sich meist um Ausleseformen, die vegetativ vermehrt werden. In Asien sind Wacholder-Arten schon seit Jahrhunderten Zierpflanzen, beispielsweise der Chinesische Goldwacholder.

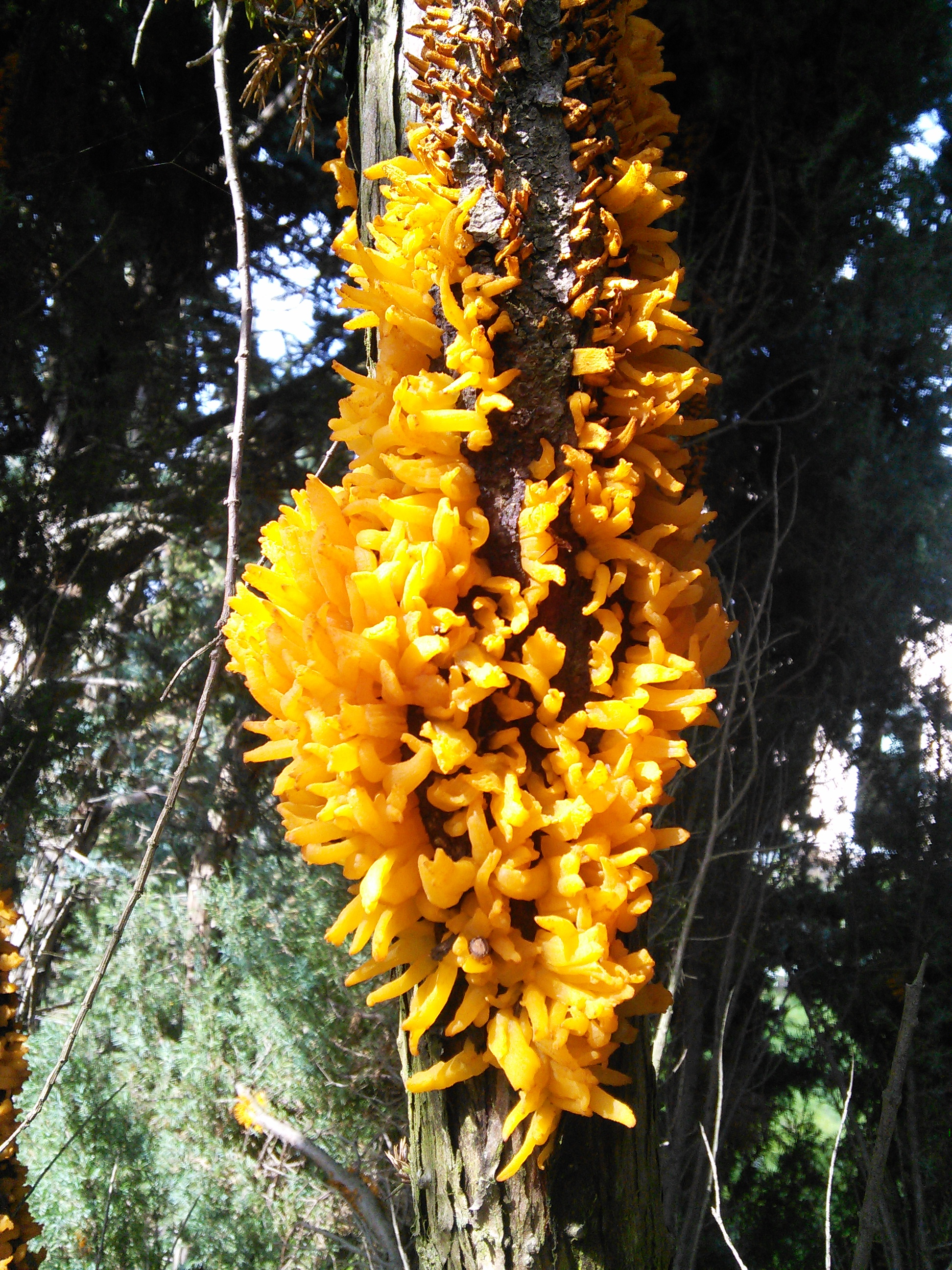
Sporenlager des Birnengitterrosts am Wacholder

Die Ausbreitung der Wacholder-Arten und ihrer Sorten als pflegeleichte und immergrüne Zierpflanzen in Parks und Gärten hat zur zunehmenden Ausbreitung des Birnengitterrosts geführt. Diese Pilzkrankheit ist auf Wacholder als Wirtspflanze angewiesen, wobei der einheimische Gemeine Wacholder (Juniperus communis var. communis und var. saxatilis) wohl weniger anfällig ist. Dadurch ist der Bestand an Birnbäumen stark zurückgegangen.

### Wacholder in der Heilkunde, in der Küche und in Getränken
Siehe Gemeiner Wacholder

### Getränke
Gin erhält seinen charakteristischen Geschmack aus der Aromatisierung mit Gewürzen, darunter vor allem Wacholderbeeren und Koriander. Der Name leitet sich indirekt vom lateinischen Namen des Wacholders juniperus ab, wobei manchmal die auf Englisch so genannten juniper berries als Namensgeber genannt werden, meist aber das niederländische Vorläufergetränk Genever.

### Brotaufstrich
In einigen Regionen der Schweiz wird aus Wacholderbeeren ein Konzentrat (Saft) hergestellt, das dann zusammen mit Glukosesirup, Rohzucker, Wasser und Karamellzucker zu dem Brotaufstrich Latwerge verarbeitet wird. Das Rezept für diesen Brotaufstrich wird seit langem mündlich überliefert.
Seit ein paar Jahren wird Latwerge bei Großverteilern und in Reformhäusern angeboten.
Die Zapfen des Syrischen Wacholders werden von anatolischen Bergbauern gesammelt und als vitamin- und zuckerreiches Mus namens Andiz Pekmezi genutzt.

### Weitere Nutzung
Wacholder-Holz, -Zweige und -Beeren werden gerne zum Verräuchern verwendet. Wacholder-Rauch gilt als reinigend und desinfizierend und wurde schon im Mittelalter verwendet. Er riecht sehr holzig und gleichzeitig frisch; die Rauchentwicklung ist mäßig bis stark.
Der Glaube, dass Wacholder-Weihrauch das Böse fernhält, war unter den Turkvölkern weit verbreitet. Jeremiah Curtin bemerkte, dass einige Schamanen in Sibirien Wacholder-Weihrauch verwendeten, bevor sie Tiere opferten.
Das Wacholderöl (Oleum iuniperi, von lateinisch iuniperus für Wacholder, insbesondere Gemeiner Wacholder, und oleum für Öl) ist ein aus Wacholderholz (vom Gemeinen Wacholder) bzw. den Zweigen des Wacholders durch Destillation gewonnenes ätherisches Öl. Davon abzugrenzen ist das Wacholderbeeröl, in dessen Herstellung ausschließlich Wacholderbeeren (ohne Nadeln und Zweige; lateinisch Grana iuniperi) zum Einsatz kommen dürfen, wofür in der pharmazeutischen Spezifizierung die Art Juniperus communis L. verwendet wird.
Wacholder wird im Bogensport als sogenanntes Bogenholz verwendet, wobei das Holz dann für mindestens 2 Jahre abgelagert wird. Danach wird der vorbereitete Stamm geviertelt und danach weiterverarbeitet. Die weitere Verwendung ist meistens als sogenanntes Laminat zur Zierde von Bögen und Wurfarmen.

## Trivia
Den Strauch, unter den sich der biblische Prophet Elija in seiner Verzweiflung zum Schlafen legte (1. Könige 19,5), hatte Martin Luther der Vulgata folgend mit Wacholder (lateinisch juniperus) übersetzt, was bis einschließlich der Revision der Luther-Bibel von 1984 beibehalten wurde. Die einflussreiche King-James-Bibel folgte ihm dabei. 1775 ordnete Peter Forsskål den hebräischen Pflanzennamen Rotem der nahöstlichen Ginsterart Genista raetam Forssk. (heute Retama raetam Webb) zu; als Wacholder gilt hebräisch berosh oder berot, der Name der Mittelmeer-Zypresse. Erst in der revidierten Ausgabe der Luther-Bibel von 2017 ist der Wacholder durch Ginster ersetzt. Anders als die Luther-Bibel nannte die deutsche Bibelübersetzung von Ludwig Philippson bereits 1848 die Pflanzengattung Ginsterstrauch. Wegen der Dominanz der Luther-Bibel ist jedoch der Wacholder in die Kulturgeschichte eingegangen, wie z. B. im Oratorium Elias von Felix Mendelssohn Bartholdy, in dem ein Rezitativ den Titel trägt: „Siehe, er schläft unter dem Wacholder“. Auch Nelly Sachs verband in ihrem 1957 publizierten Gedicht Immer noch Mitternacht Elija mit dem Wacholder und nicht mit dem Ginster: „So Elia; wie ein Wald mit ausgerissenen Wurzeln / erhob er sich unter dem Wacholder“.

### Ergänzende Literatur
- Heinrich Lehmann: Beiträge zur Geschichte von Sambucus nigra, Juniperus communis und Juniperus Sabina. Math.-nat. Diss. Basel 1935.
- Lutz Roth, Max Daunderer, Kurt Kormann: Giftpflanzen, Pflanzengifte : Vorkommen, Wirkung, Therapie, Allergische und phototoxische Reaktionen. 3. Auflage. ecomed, Landsberg 1987, ISBN 3-609-64810-4; 6. Auflage, Nikol, Hamburg 2012, ISBN 978-3-86820-009-6.
- Sabine Kurschat-Fellinger: Kranewitt. Untersuchungen zu den altdeutschen Übersetzungen des nordischen Wacholderbeertraktats (= Mittelalterliche Wunderdrogentraktate, III). (Medizinische Dissertation Würzburg) Pattensen/Hannover (jetzt bei Königshausen & Neumann, Würzburg) 1983 (= Würzburger medizinhistorische Forschungen. Band 20).

## Weiterführende Literatur
- R. P. Adams: Evolution of dioecious/ monecious taxa in Juniperus, contrasted with Cupressus, Hesperocyparis, Callitropsis and Xanthocyparis (Cupressaceae). In: Phytologia. Band 100, Nr. 4, 2018, S. 248–255. Volltext-PDF.